# Ohio
Ohio (pronunciación en inglés: /oʊˈhaɪ.oʊ/ (escucharⓘ), /ojáyo/) es uno de los cincuenta estados que, junto con Washington D. C. forman los Estados Unidos de América. Su capital y ciudad más poblada es Columbus. 
Está ubicado en la región Medio Oeste del país, división Centro Noreste, limitando al noroeste con Míchigan, al norte con el lago Erie, al este con Pensilvania, al sur con el río Ohio que lo separa de Virginia Occidental (al sudeste) y Kentucky (al sudoeste), y al oeste con Indiana. Con 11 689 100 habitantes en 2019 es el séptimo estado más poblado —por detrás de California, Texas, Nueva York, Florida, Illinois y Pensilvania— y con 99,37 hab/km², el décimo más densamente poblado, por detrás de Pensilvania, Florida, Nueva York, Delaware, Maryland, Massachusetts, Connecticut, Rhode Island y Nueva Jersey. Fue admitido en la Unión el 1 de marzo de 1803, como el estado número 17.
Ohio es uno de los principales centros industriales del país. Además de la industria, sus otras fuentes de ingresos importantes son las finanzas, la minería del carbón (que ayudó a hacer de Ohio una de las principales potencias industriales del país), la agricultura y el turismo.
La rápida industrialización del estado hizo que diversas personas nativas se destacaran por sus invenciones y por su pionerismo. Thomas Edison nació en Ohio y los hermanos Wright (conocidos mundialmente por haber sido los primeros en volar en un avión, aunque al respecto hay controversias) también crecieron aquí. Otro nativo de Ohio mundialmente famoso es Neil Armstrong, la primera persona en pisar la Luna.

## Toponimia
La palabra "Ohio" significa en la lengua iroquesa "Gran Río", "Río Largo" o "Río Bello", utilizada por este grupo de nativos americanos para describir el río Ohio. El apodo de Ohio es Buckeye State (el Buckeye es un castaño del género Aesculus). Los bosques compuestos por árboles del género Aesculus cubrían anteriormente todo Ohio, aunque muchos de estos bosques han sido talados para proporcionar materias primas a diversas industrias, así como para dar espacio a la agricultura. Ohio también reivindica el apodo de Mother of Modern Presidents (Madre de Presidentes Modernos), por el hecho de que siete de los presidentes de Estados Unidos nacieron y se criaron en Ohio, aunque este título pertenece, de hecho, a Virginia, con un total de ocho presidentes. Los presidentes estadounidenses nacidos en Ohio son Ulysses S. Grant, Rutherford B. Hayes, James A. Garfield, Benjamin Harrison, William McKinley, William Howard Taft y Warren G. Harding. Un octavo Presidente, William Henry Harrison, vivía en Ohio cuando fue nombrado presidente.  

## Historia

### Colonización
Los primeros exploradores europeos en recorrer la región fueron los franceses. Hasta 1763, la región de Ohio formaba parte de la colonia francesa de Nueva Francia, que pasó por entonces a control británico. Con la independencia de Estados Unidos y la firma del Tratado de París en 1783, los Estados Unidos pasaron a controlar la región. Ohio se convirtió en el primer territorio del Territorio del Noroeste en ser elevado a la categoría de estado, y el 17.º en entrar en la Unión, el 1 de marzo de 1803. La expansión en dirección al oeste y la construcción de numerosas vías férreas en el estado, el descubrimiento de numerosos yacimientos de carbón y una sólida industria agropecuaria hicieron que Ohio se convirtiese a mediados del siglo XIX en una gran potencia industrial. Ulysses S. Grant, nacido en Ohio, fue uno de los principales dirigentes de la Unión durante la guerra civil estadounidense.

### Hasta 1803
Los nativos americanos vivían en la región donde actualmente se localiza el estado de Ohio cerca de dos milenios antes de la llegada de los primeros exploradores europeos. Los primeros habitantes de los que tenemos trazas son los que conocemos como «constructores de montículos» (mound builders en inglés) porque construían pequeños montículos de tierra para sus ceremonias culturales.  Los mound builders, se habrían instalado en la región en torno al 600 a. C., y habrían migrado, en torno al 900, al sur de los actuales Estados Unidos. En Ohio hay cerca de seis mil vestigios arqueológicos, entre tumbas, cementerios y casas de rituales, de los mound builders. La región fue posteriormente ocupada por otros pueblos y tribus nativas americanas, como los Hurones, los Delaware, los Ottawa, los Shawnee, y sobre todo los Iroqueses. Los pueblos iroqueses dominaron la mayor parte del actual Ohio durante los años que precedieron a la llegada de los primeros europeos.

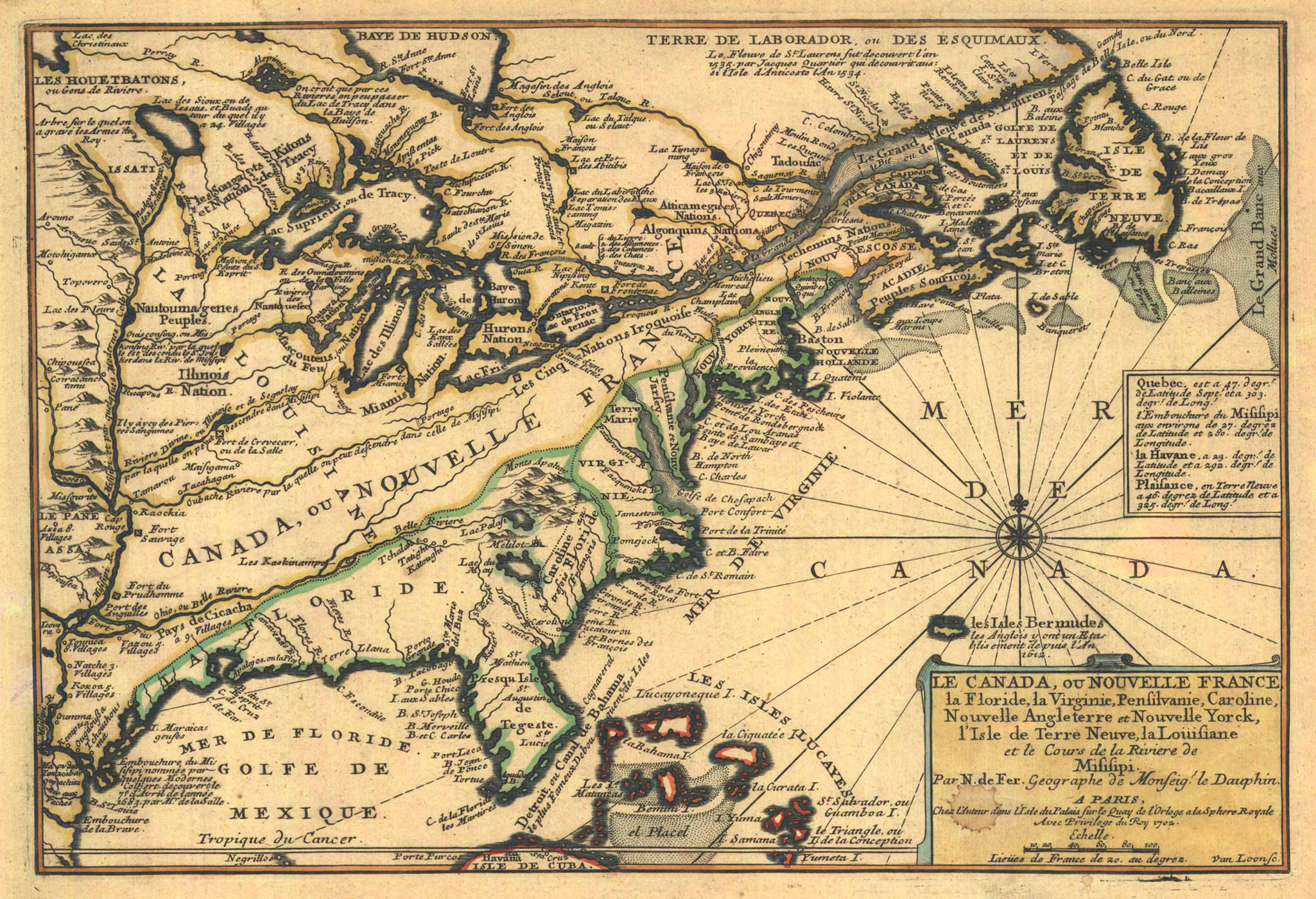
Mapa de Nueva Francia, por Nicolas de Fer (1702).

El primer explorador europeo en llegar a la región que actualmente constituye el estado de Ohio fue el francés René Robert Cavelier de La Salle, en 1669. Cavelier anexó toda la región a la Corona francesa, y la región de Ohio pasó a formar parte de la colonia de Nueva Francia. Los franceses, sin embargo, se interesaron poco en colonizar la región, y solo hubo unos pocos establecimientos comerciales por parte de varios mercaderes franceses para comerciar con los indígenas.
Durante las primeras décadas del siglo XVIII, Gran Bretaña pasó a reivindicar la región, así como todas las localizadas al sur de los Grandes Lagos. En 1747, un grupo de mercaderes británicos y colonos de Virginia crearon una compañía, la Compañía Ohio de Virginia, con el objetivo de colonizar la región del valle del río Ohio y las áreas localizadas al sudoeste del lago Erie que actualmente constituyen el estado. Esta compañía envió un grupo de colonos dirigidos por Christopher Gist para explorar la región del Valle del río Ohio, que partieron de Virginia y exploraron durante casi dos meses.

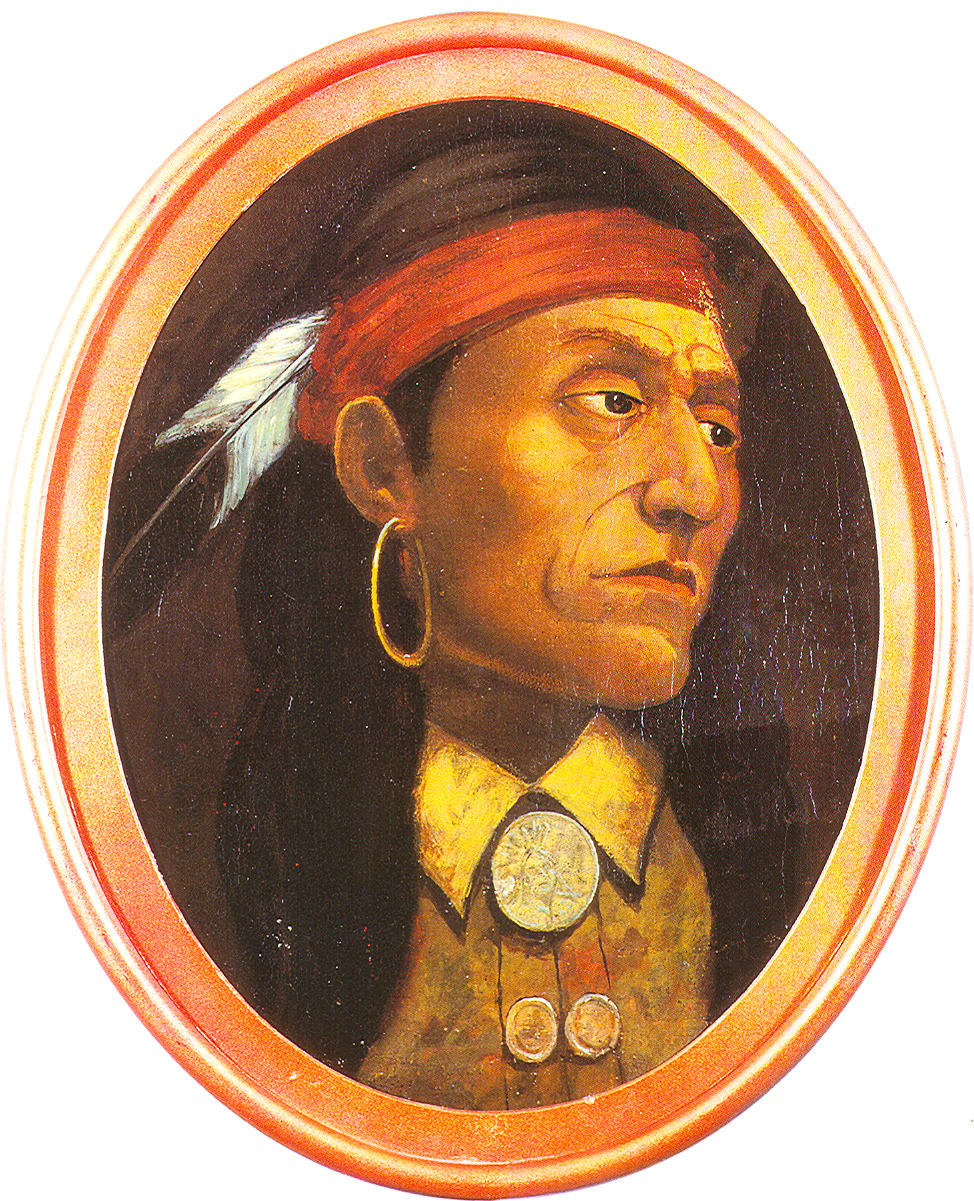
Retrato del Jefe Pontiac, pintado por John Mix Stanley cerca de 100 años después de su muerte.

Los franceses pasaron a construir fuertes en la región de Ohio a partir del inicio de la década de 1750. El mismo Gist, en 1753, siguiendo las órdenes del gobernador de Virginia, volvió a Ohio, acompañado de George Washington, para enviar un mensaje a los franceses, para que abandonaran la región. Los franceses ignoraron el mensaje de Gist y Washington. Las disputas entre los franceses y los británicos sobre no solamente la región de Ohio, sino también de toda la región en torno a los Grandes Lagos y del río San Lorenzo, condujeron al inicio de la Guerra Franco-Indígena, en 1754. La guerra tuvo inicio en Ohio, cuando una milicia comandada por Gist y por Washington intentó expulsar a la fuerza a los franceses de la región, habiendo sido derrotados por las fuerzas francesas. La guerra se saldaría con una victoria británica consagrada en el Tratado de París de 1763, en el que los franceses cedían todas las regiones al este del río Misisipi a los británicos y todas las regiones al oeste del río a los españoles. La región de Ohio pasó pues a ser controlada por los británicos. Después del final de la guerra, un jefe ottawa, Pontiac, que tenía buenas relaciones con los franceses, se rebeló contra los británicos. Pontiac lideraría numerosos ataques contra los fuertes británicos en 1763 y 1764 asi como un ataque contra Detroit en 1764. El ataque tuvo poco éxito, y el Jefe Pontiac huyó en dirección a de Illinois.

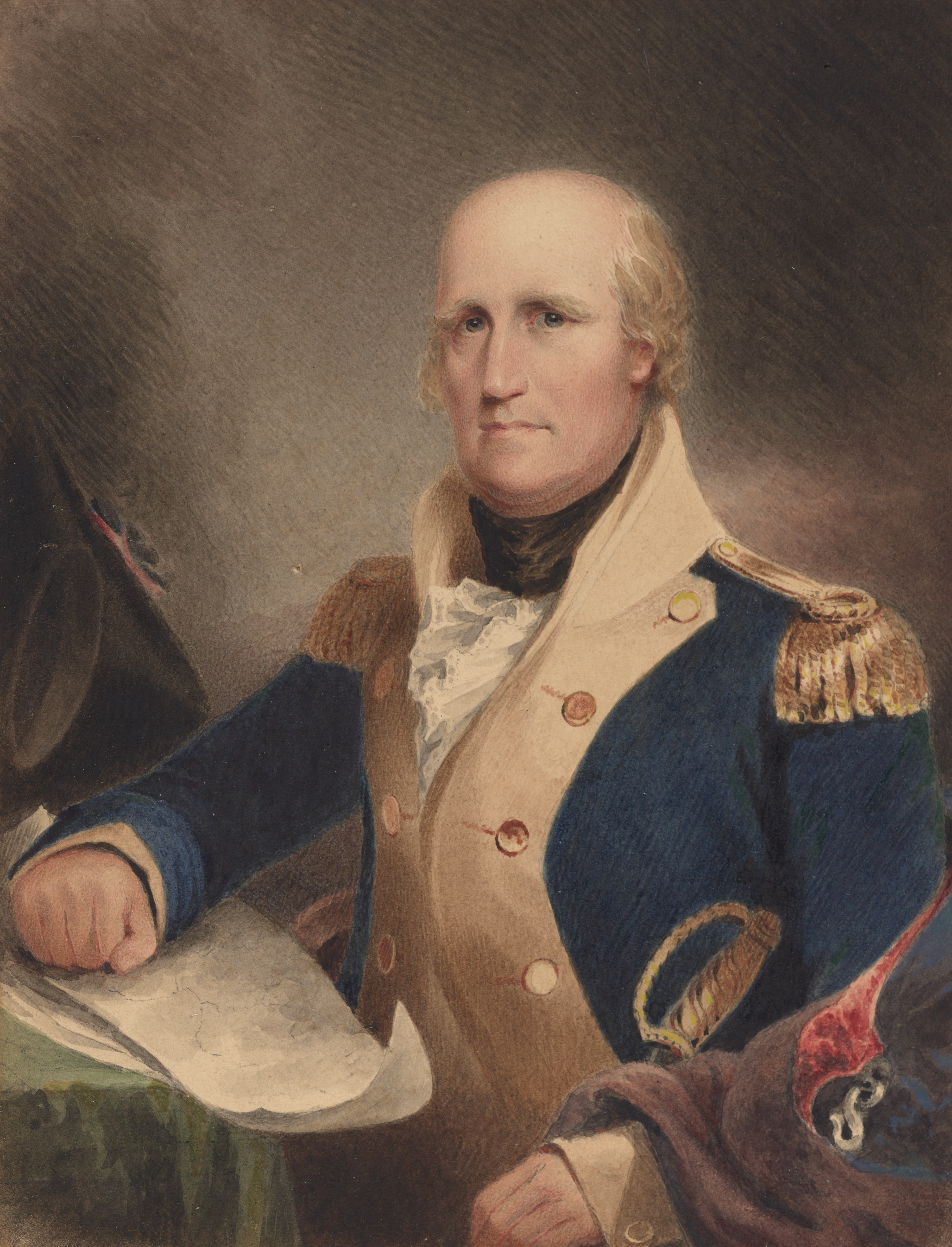
Retrato de George Rogers Clark, por Matthew Harris Jouett (1825).

Durante la Guerra de Independencia de los Estados Unidos, los diferentes grupos nativos americanos de Ohio estaban divididos respecto a si aliarse con los rebeldes estadounidenses o con los británicos. Algunos ejemplos son los del líder shawnee Blue Jacket y el líder delaware Buckongahelas, que se aliaron con los británicos, mientras que el lider shawnee Cornstalk  y White Eyes, un delaware, acordaron establecer relaciones de amistad con los estadounidenses. Estos últimos, sin embargo, a menudo no diferenciaban entre los nativos americanos amigables y hostiles y Cornstalk fue asesinado por una milicia rebelde, lo mismo que parecería haberle ocurrido a White Eyes.
En 1780, el estadounidense George Rogers Clark derrotó a las fuerzas shawnee aliadas a los británicos. Uno de los más trágicos incidentes de la Guerra de Independencia, la Masacre de Gnadenhütten de 1782, ocurrió en Ohio. Después del final de la guerra, bajo los términos del Tratado de París, los Estados Unidos asumieron el control de todas las colonias británicas al este del río Misisipi, al sur de los Grandes Lagos. El gobierno de Estados Unidos creó el Territorio del Noroeste en 1787, del cual Ohio formaba parte. Aquel mismo año, una compañía mercantil compró al gobierno varias tierras localizadas en el actual Ohio, habiendo fundado el 7 de abril de 1788 el primer asentamiento permanente de Ohio, Marietta. Ésta inmediatamente se hizo capital del Territorio del Noroeste, en julio del mismo año. Rápidamente, serían fundados otros asentamientos en la región.

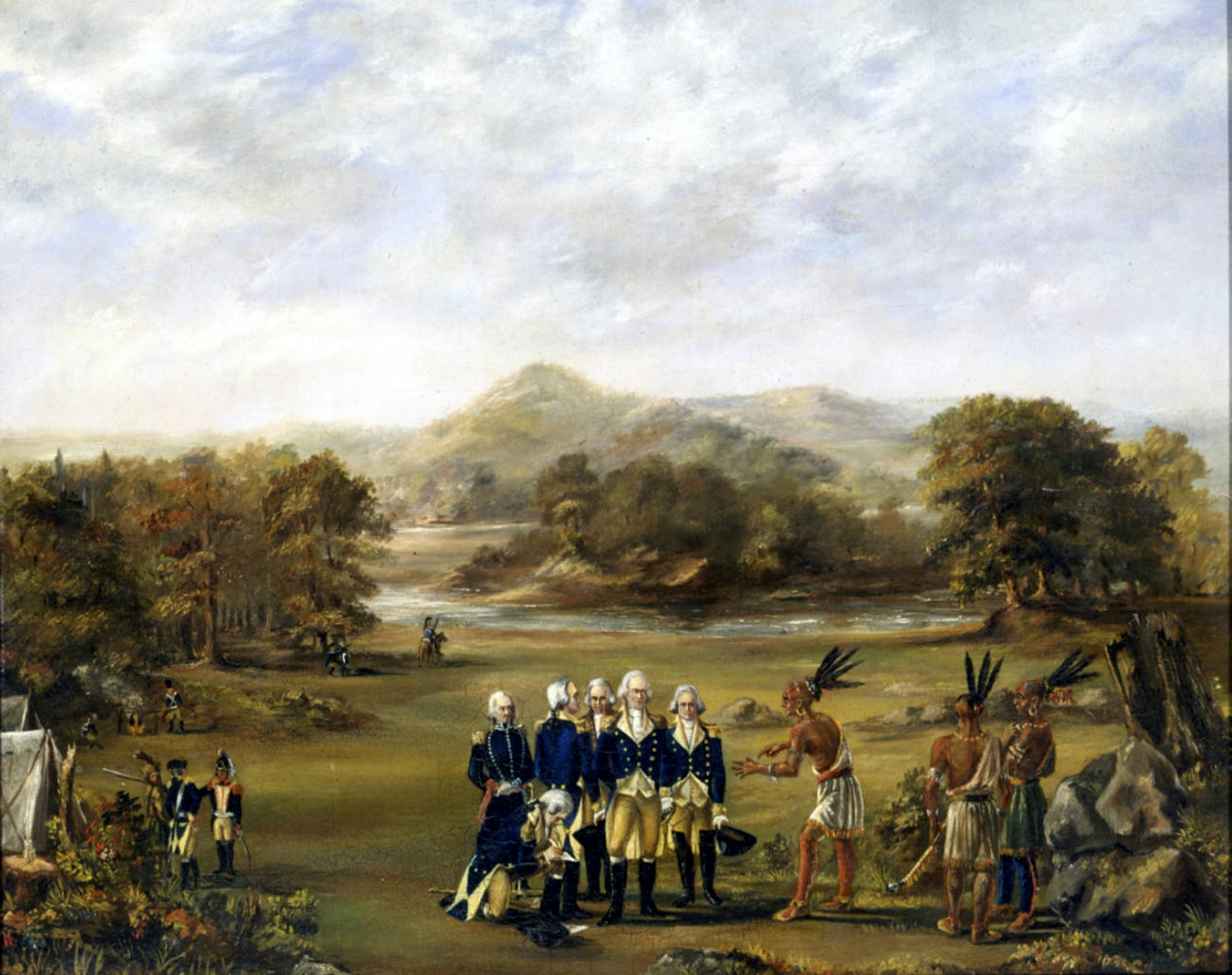
Este cuadro sobre el Tratado de Greenville parece haber sido pintado por uno de los oficiales de Anthony Wayne.

Los nativos americanos que se habían aliado con los británicos durante la Guerra de la Independencia continuaron atacando a las comunidades estadounidenses después del fin de la guerra, en 1783. En 1794, el general Anthony Wayne derrotó a una fuerza nativa americana, en una región próxima a la actual ciudad de Toledo. En 1795, los nativos americanos aceptaron y ratificaron el Tratado de Greenville, donde acordaban en ceder aproximadamente un 70% de lo que hoy es Ohio al gobierno de Estados Unidos. Los nativos firmaron por presión del Jefe Tarhe, un jefe wyandot. Gracias al tratado se restableció la paz en la región y llegaron mas colonos.

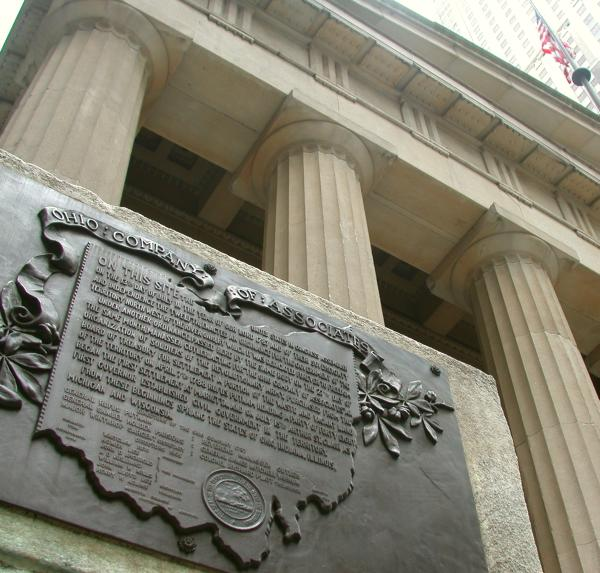
Placa conmemorativa de la Northwest Ordinance en el exterior del Federal Hall, en el bajo Manhattan (lugar del Capitolio de EE. UU. en 1787).

En 1800, el gobierno creó el Territorio de Indiana, a partir de la porción occidental del Territorio del Noroeste. Ohio continuó a formar parte del Territorio del Noroeste, y cambiando la capital del Territorio a Chillicothe, localizada en el actual Ohio. De acuerdo con la Northwest Ordinance, cualquier territorio particular formado a partir de áreas disgregadas del Territorio del Noroeste sería admitido automáticamente como estado cuando su población excediera de 60 000 habitantes. A pesar de que la población de Ohio era de solo 45 000 en diciembre de 1801, el Congreso determinó que la población de la región estaba en rápido crecimiento, y que Ohio podría iniciar el proceso de elevación a la categoría de estado, asumiendo que su población excedería los 60 000 habitantes cuando fuera elevada oficialmente a la categoría de estado.
En noviembre, se iniciaron las preparaciones para la secesión de la región de Ohio del resto del Territorio del Noroeste, y para la creación del estado de Ohio. Aquel mismo mes, una convención constitucional creó la primera Constitución de Ohio. El 19 de febrero de 1803, el presidente Thomas Jefferson suscribió un acto en el Congreso que reconocía a Ohio como el 17º de los Estados Unidos. En aquella época, la declaración oficial del estatuto de estado aún no era una costumbre del Congreso, costumbre que comenzaría a ser frecuente con la elevación de Luisiana a la categoría de estado. 150.º años después, el 7 de agosto de 1953, el entonces presidente Dwight D. Eisenhower declaró oficialmente el 1 de marzo como fecha en la que Ohio fue elevado a la categoría de estado la Unión.

### 1803 - 1900

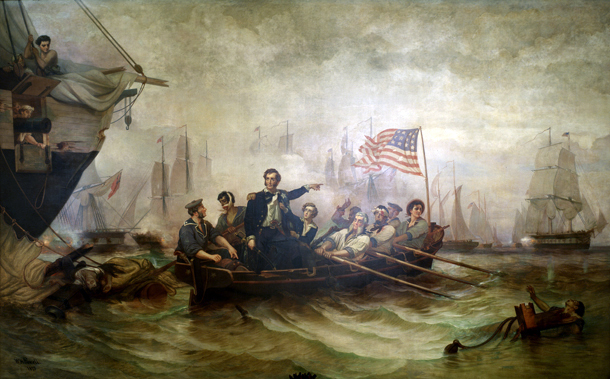
Ohio participó activamente durante la Guerra de 1812. Aquí, el Comandante Oliver H. Perry comanda las tropas estadounidenses contra las fuerzas británicas en el lago Erie, en la Batalla de Lake Erie. La victoria de Estados Unidos en esta batalla evitó una posible anexión de Ohio por parte del Reino Unido.

La Compra de Luisiana, efectuada en 1803, hizo que la economía del estado pasase a crecer rápidamente, ya que los productos producidos en el estado podían ser transportados fácilmente a través del río Misisipi y sus afluentes hasta el puerto de Nueva Orleans. Anualmente, grandes cantidades de barcos navegaban entre Nueva Orleans y los pequeños centros portuarios en Ohio, transportando los productos agropecuarios producidos en aquel estado hasta Nueva Orleans, desde donde se llevaban a otras regiones.
En 1812, se inicia la Guerra de 1812, entre los Estados Unidos y el Reino Unido. Ohio fue el escenario de una de las batallas más importantes y famosas de la guerra, la Batalla de Lake Erie, realizada el 10 de septiembre de 1813. En esta batalla, nueve navíos estadounidenses, comandados por el Comandante Oliver H. Perry, se enfrentaron a seis navíos británicos, en el lago Erie, batalla que resultó en victoria por parte de Estados Unidos. Los resultados de esta victoria fueron el dominio estadounidense de las aguas del lago Erie, así como el control estadounidense del Territorio del Noroeste, y aumentó drásticamente la moral de la población y de los soldados estadounidenses, después de una serie de derrotas en el desarrollo de la guerra.
Después del final de la guerra, la continuación del desarrollo de la economía de Ohio hizo que la población de Ohio se disparase. Miles de personas pasaron a instalarse anualmente en el estado, además de otras muchas personas venidas de otros estados, e inmigrantes venidos de países europeos, especialmente alemanes y británicos.

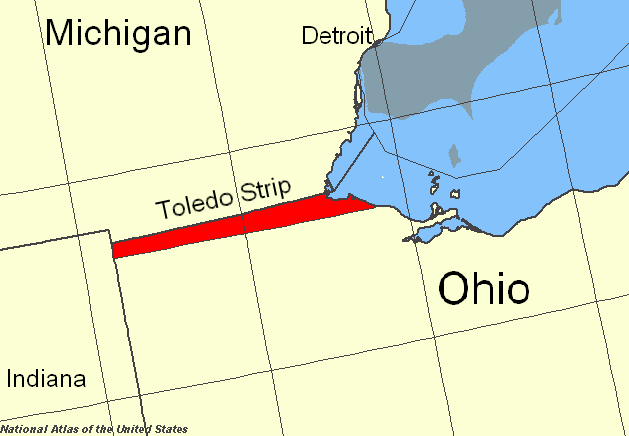
Localización de la Franja de Toledo.

En 1835, casi se inicia una guerra entre Míchigan y Ohio, a causa de la disputa de una estrecha franja de tierra en el extremo noroeste de Ohio. Esta guerra, que fue llamada Guerra de Toledo, no llegó a ocurrir debido a la intervención del gobierno federal. En 1836, el gobierno cedió este trozo de tierra a Ohio. Este sector de tierra alberga la ciudad de Toledo, que dio nombre a la "guerra". Fue entonces cuando las fronteras de Ohio adquirieron sus límites actuales.
El comercio fluvial entre Ohio y Nueva Orleans continuó, y la necesidad de barcos más económicos y eficientes hizo que los barcos de vapor sustituyeran a los antiguos barcos de vela. El primer barco de vapor en navegar por el Misisipi fue el New Orleans, en 1811, y el primero en navegar en el lago Erie fue el Walk-in-the-Water, en 1818. En 1825, se inaugura el Canal de Erie y en 1832, se finaliza una extensión de este, el Canal de Ohio, conectando Cleveland y Portsmouth. En 1845, se inaugura otra extensión del Canal de Erie, el Canal de Miami, conectando Toledo y Cincinnati.
Los numerosos canales fluviales de Ohio sirvieron de rutas comerciales durante más de 25 años. A partir de la década de 1830, se comenzaron a construir vías férreas en gran cantidad. El extenso y moderno sistema ferroviario y fluvial de transportes hizo que la industria agropecuaria del estado se desarrollara drásticamente durante la década de 1840, haciendo de Ohio un líder de la industria agropecuaria de Estados Unidos. La economía del estado se diversificaría, con la creciente expansión del sistema de transportes del estado, y rápidamente la manufactura se convertiría también en una gran fuente de ingresos. En 1841, William Henry Harrison pasó a ser la primera persona nativa de Ohio en asumir la presidencia de los Estados Unidos.

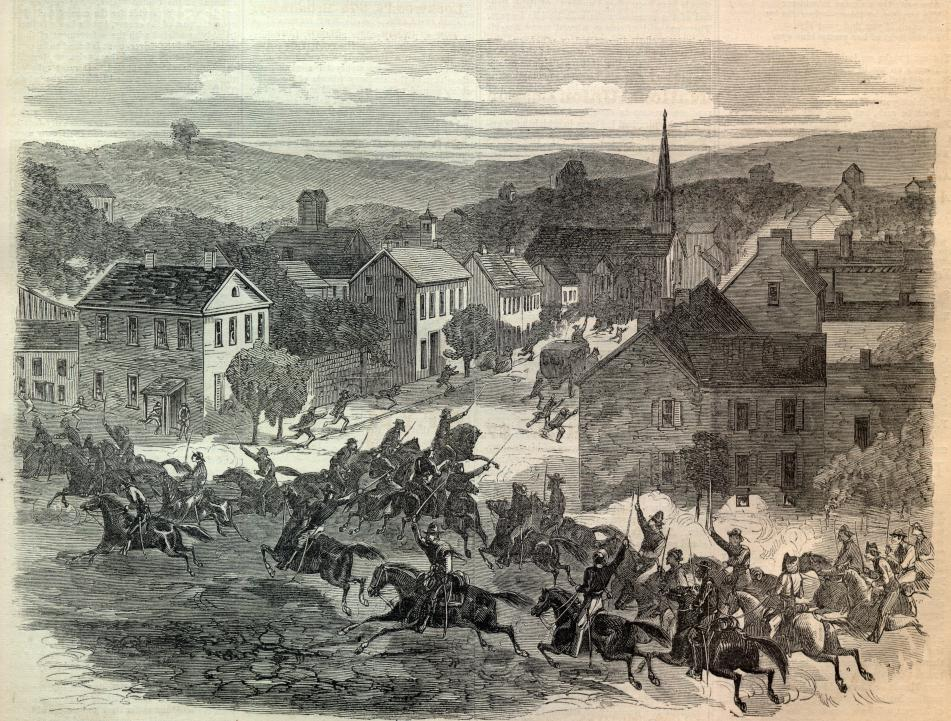
Grabado sobre la entrada de las tropas de John Hunt Morgan a Washington, Ohio.

Ohio tuvo un papel esencial en la guerra civil estadounidense. La mayor parte de la población del estado era abolicionista, es decir, estaba en contra de la esclavitud. Muchos abolicionistas ayudaron a miles de esclavos a huir, tanto antes como durante la Guerra Civil, siendo transportados de los Estados abolicionistas hacia Ohio o Canadá a través del río Misisipi y el río Ohio, o bien a través de vías férreas. Diversas personas clave de las fuerzas de la Unión eran nativos de Ohio, entre ellos, los generales Ulysses S. Grant y William T. Sherman. Además de eso, Ohio suministró cerca de 320 000 soldados, más de la cuota pedida por el presidente Abraham Lincoln para aquel estado. El único conflicto armado realizado en Ohio ocurrió en 1863, cuando las tropas confederadas, lideradas por el general John Hunt Morgan, realizaron una incursión en dirección al norte, destruyendo cualquier infraestructura estadounidense que se encontraran en el frente. Morgan sería capturado en Ohio, pero consiguió huir y volver sano y salvo a la Confederación.

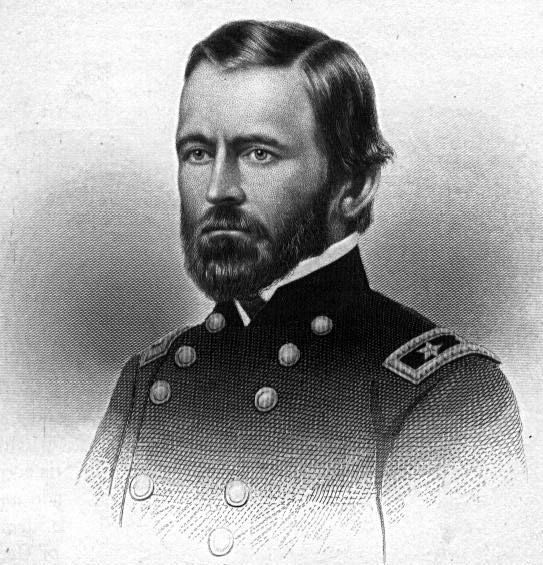
El general Ulysses S. Grant.

Tras el fin de la guerra civil estadounidense, el crecimiento económico de Ohio volvió a aumentar. Decenas de miles de personas de otros estados de Estados Unidos y de otros países fueron a instalarse en el estado. La industria de manufactura se desarrolló rápidamente, y hubo superado en la década de 1870 a la agropecuaria como principal fuente de ingresos del estado. En 1869, los Cincinnati Red Stockings —actuales Cincinnati Reds— se convirtieron en el primer equipo profesional de béisbol del país. El gran crecimiento industrial de Ohio promovería también una revolución tecnológica en el estado, no en vano numerosos inventores de renombre mundial son de Ohio, y habrían realizado sus invenciones en el estado. Entre ellos, destaca Thomas Edison. La presencia de recursos naturales tales como el carbón también ayudó a Ohio a convertirse en una gran potencia industrial.
Durante el final del siglo XIX, cuatro personas de Ohio asumieron la presidencia de Estados Unidos. Estas personas fueron Ulysses S. Grant— el teniente general de la Unión durante la Guerra Civil— Rutherford B. Hayes, James A. Garfield y Benjamin Harrison. William McKinley, si bien no era nativo de Ohio (nació en Virginia, aunque pasó la mayor parte de su infancia en Ohio), asumió la presidencia del país en 1897. Otra persona nativa de Ohio, William Howard Taft, se convirtió en la séptima persona de este estado en asumir la presidencia estadounidense, en 1909.

### 1900 - actualidad

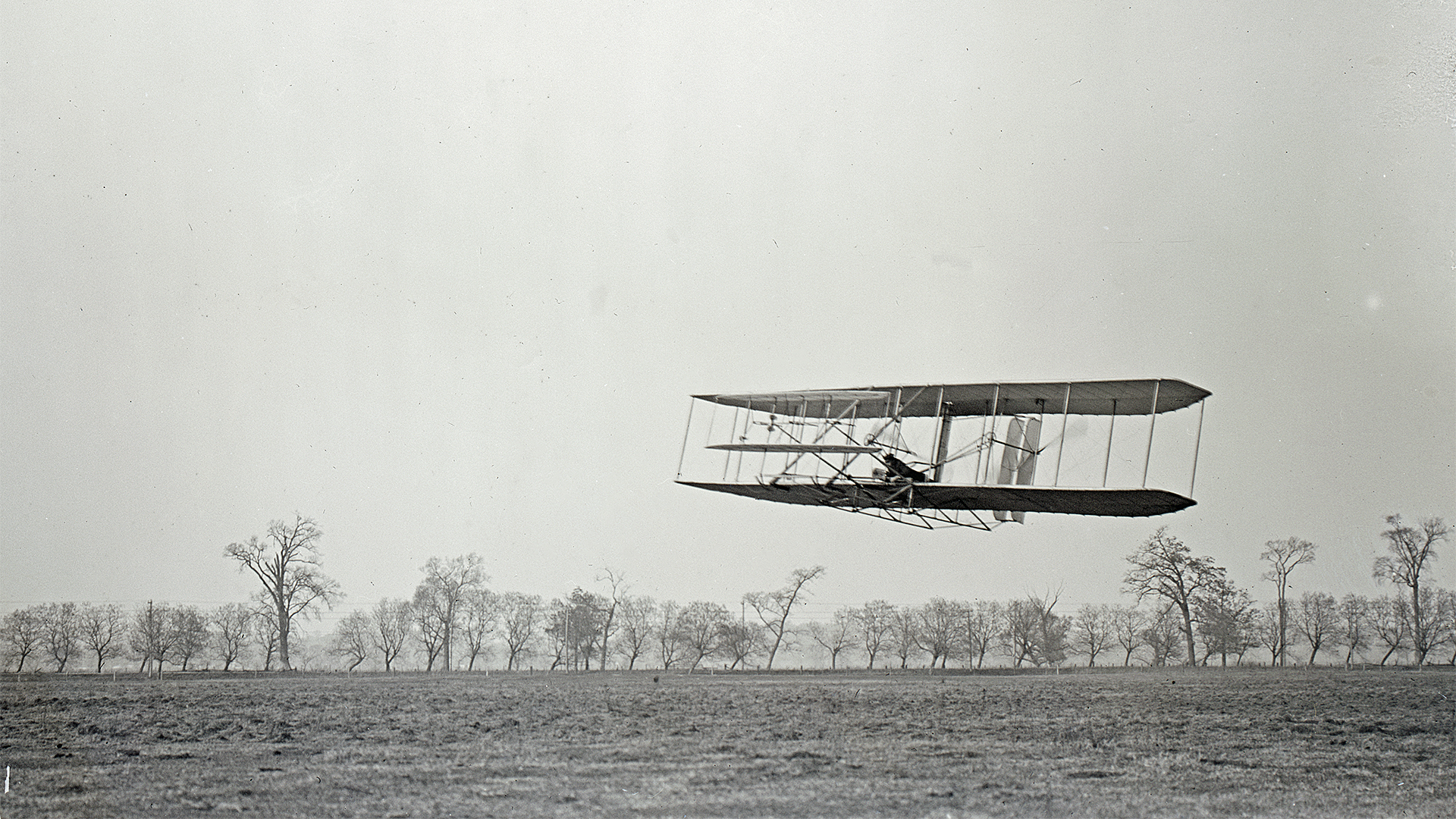
Orville Wright en vuelo sobre Huffman Prairie (Ohio), 16 de noviembre de 1904.

Durante los años finales de la década de 1890, el gobierno de Ohio fue salpicado gravemente por un escándalo de corrupción política, que involucraba a diversos oficiales del gobierno de Ohio y de las mayores ciudades del estado. A causa de este escándalo político, se llevaron a cabo grandes reformas en el gobierno durante la década de 1900. En esta década, los Hermanos Wright —uno de ellos, Orville, nativo de Ohio— realizarían numerosos vuelos pioneros en sus aviones en el estado.
En 1913, grandes inundaciones —las peores de la historia del estado— se cebaron con Ohio. Causaron cerca de 350 muertes, y unos daños calculados en 100 millones de dólares. A causa de esto, el Legislativo del estado instituyó en 1914 un programa de conservación, para evitar que las futuras inundaciones provocaran tantos estragos. Se construyeron numerosos diques y represas a lo largo y ancho del estado durante la década de 1910 y de 1920. El gobierno federal también construyó otros 20 diques y represas. Warren G. Harding se convirtió en el séptimo y último nativo de Ohio en asumir la presidencia de los Estados Unidos en 1921.
La Primera Guerra Mundial aceleró el crecimiento de la economía del estado, gracias a la gran producción de material bélico. El crecimiento continuó durante la década de 1920, aunque de forma desigual —la industria manufacturera prosperaba, mientras que las granjas se enfrentaban a crecientes dificultades a causa de la deflación y de la creciente competencia de otros países en el mercado internacional. Esto provocó un aumento de la emigración de las áreas rurales en dirección a las ciudades, y a finales de la década, vivían más personas en las ciudades que en las áreas rurales.
La economía basada en la agropecuaria y en la manufactura hizo que Ohio fuese uno de los estados más afectados por los efectos de la Gran Depresión. Las tasas de desempleo aumentaron drásticamente, a más del 35 % entre trabajadores urbanos, mientras que la drástica caída de los productos en general hizo que numerosas granjas se endeudaran gravemente, lo que hizo que muchos perdieran las suyas. El gobierno federal y el gobierno del estado instituyeron pronto numerosos programas de asistencia social y económica. En 1934, por ejemplo, se inició la construcción de un proyecto de control de inundaciones en el valle del río Muskingum, habiendo sido inaugurado en 1938 —no sin antes haber sido probado involuntariamente en una "prueba de fuego" (en 1937, este sistema, aún no finalizado, impidió que grandes y súbitas inundaciones en el río Ohio causaran gran destrucción en las ciudades próximas).

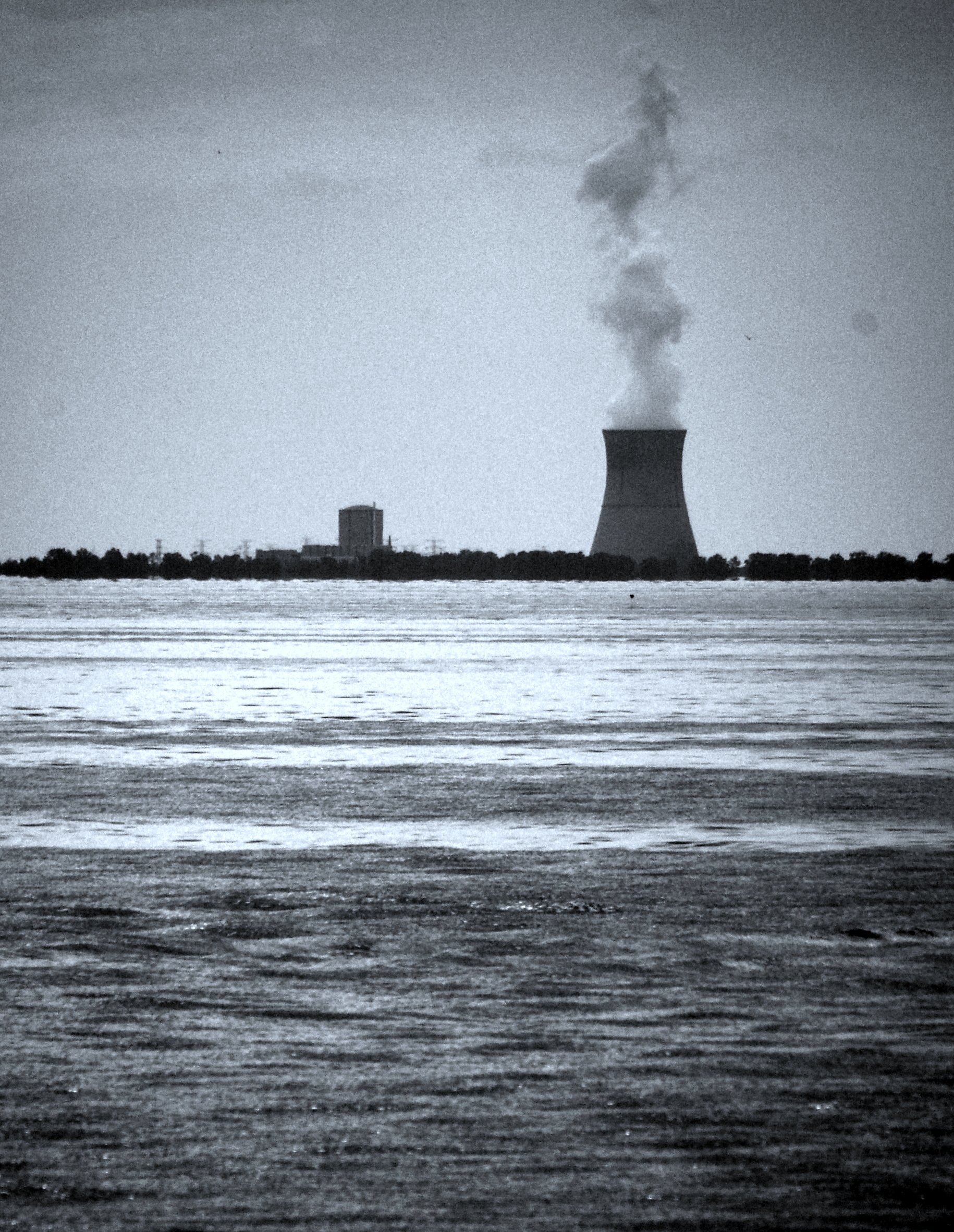
La central nuclear Davis-Besse, inaugurada en los años 70.

Los efectos de la Gran Depresión terminaron con la entrada de Estados Unidos en la Segunda Guerra Mundial, cuando el estado pasó a producir gran cantidad de material bélico para la guerra. Después del fin de la guerra, diversas agencias gubernamentales instalaron en el estado centros de investigación y de pruebas, especialmente en los campos de la energía nuclear y de la industria aeroespacial. La apertura del Canal de San Lorenzo pasó a suministrar una vía rápida eficiente entre el Océano Atlántico y los Grandes Lagos, y las ciudades portuarias de Ohio se beneficiaron mucho de la inauguración de este canal. Diversos programas provinciales incentivaron el crecimiento industrial, tales como recortes fiscales, la financiación de la construcción de centros industriales, y la oferta de electricidad a bajo coste. A finales de la década de 1960, Ohio era el cuarto mayor exportador de productos industrializados del país.
El crecimiento industrial del estado continuó hasta comienzos de la década de 1970. Ohio pasó por una severa recesión económica durante las décadas de 1970 y de 1980, a causa del súbito aumento de los precios del combustible, de la creciente competencia de los productos industrializados extranjeros tanto en el mercado internacional como en el mercado doméstico, y a causa del traslado de las fábricas de Ohio a estados del sur de la nación, donde los costes son más bajos, o incluso a otros países. Esta recesión hizo que el crecimiento demográfico se estancara, y solamente terminó a finales de la década de 1980, cuando el abaratamiento de los precios del combustible, así como su mayor abundancia, estimularon la industrialización del estado. El traslado de las fábricas a otras regiones donde los costes son más bajos, sin embargo, continúa.

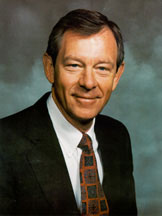
George Voinovich, gobernador de Ohio de 1991 a 1998.

En 1971, el gobierno de Ohio implantó un impuesto sobre la renta, obteniendo el estado 373 millones de dólares al año siguiente a través de su cobro. A causa de la crisis financiera sufrida a partir de la década de 1970, el gobierno pasó gradualmente a aumentar dicho impuesto. En 1995, el impuesto sobre la renta cobrado en el estado generó más de 4500 millones de dólares, lo que supone un crecimiento de más de doce veces en un periodo de dos décadas, periodo en el cual el crecimiento demográfico del estado se estancó y la población permaneció estable. En 1990 fue elegido George V. Voinovich, que prometió en su programa disminuir los impuestos y gastos públicos. Consiguió reducir los gastos públicos, principalmente a través de recortes en servicios de ayuda socioeconómica a los necesitados. En su lugar, Voinovich aumentó los gastos en la educación. Con la mejora de la economía del estado en el inicio de la década de 1990, Voinovich fue reelegido en 1994.
A causa de la fuerza de la industria en la región, Ohio, desde finales del siglo XIX, sufría de una grave contaminación, tanto atmosférica como fluvial, ocasionadas por las numerosas fábricas que posee el estado y de la dependencia de las centrales de carbón para la generación de electricidad. En 1985, la población de Ohio aprobó en un referéndum la inversión de 100 millones de dólares en un programa de investigación que pretendía crear una central de carbón "limpia". En 1993 se inauguró la primera de estas centrales. Aquel mismo año, la población del estado aprobó en un referéndum la inversión de 200 millones de dólares para la mejora y la expansión del sistema estatal de parques y reservas naturales. El estado también ha aunado esfuerzos en limpiar sus ríos y lagos.

## Geografía

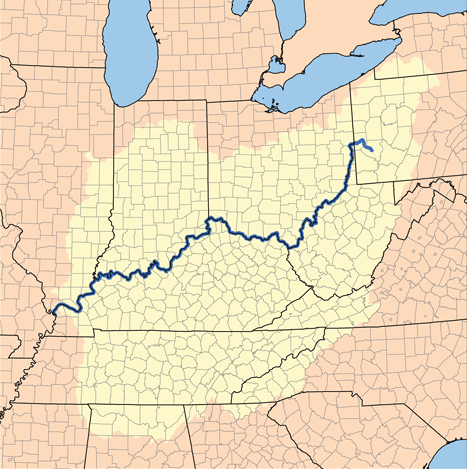
El río Ohio forma su frontera sur y sureste, con los estados de Kentucky y Virginia Occidental, respectivamente

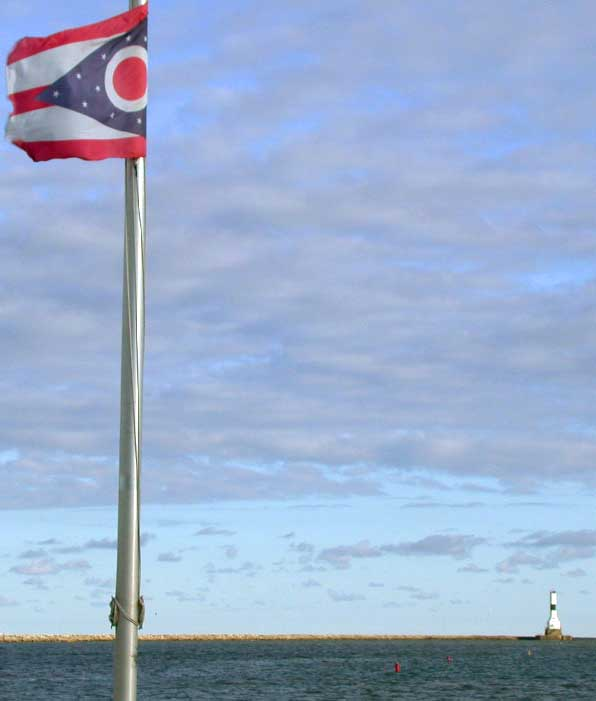
La costa de Ohio del lago Erie

La situación geográfica de Ohio ha resultado ser una ventaja para su crecimiento económico y demográfico. A causa de que Ohio relaciona el noreste con el medio oeste del país, gran cantidad de tráfico de mercancías y de negocios pasa por sus fronteras a través de su desarrollada red de autopistas. Ohio cuenta con la décima mayor red de autopistas de la nación, y se sitúa a una distancia de menos de un día en coche del 50 % de la población de Norteamérica y del 70 % de su capacidad industrial. Al norte, el lago Erie proporciona 502 km de costa a Ohio, el cual permite la existencia de numerosos puertos marítimos. La frontera sur del estado la delimita el río Ohio, mientras que gran parte de la frontera septentrional está definida por el lago Erie. Limita al norte con Míchigan y con el lago Erie, al este con Pensilvania, al sur con Virginia Occidental y Kentucky, y al oeste con Indiana. Al otro lado del lago Erie se localiza la provincia canadiense de Ontario.

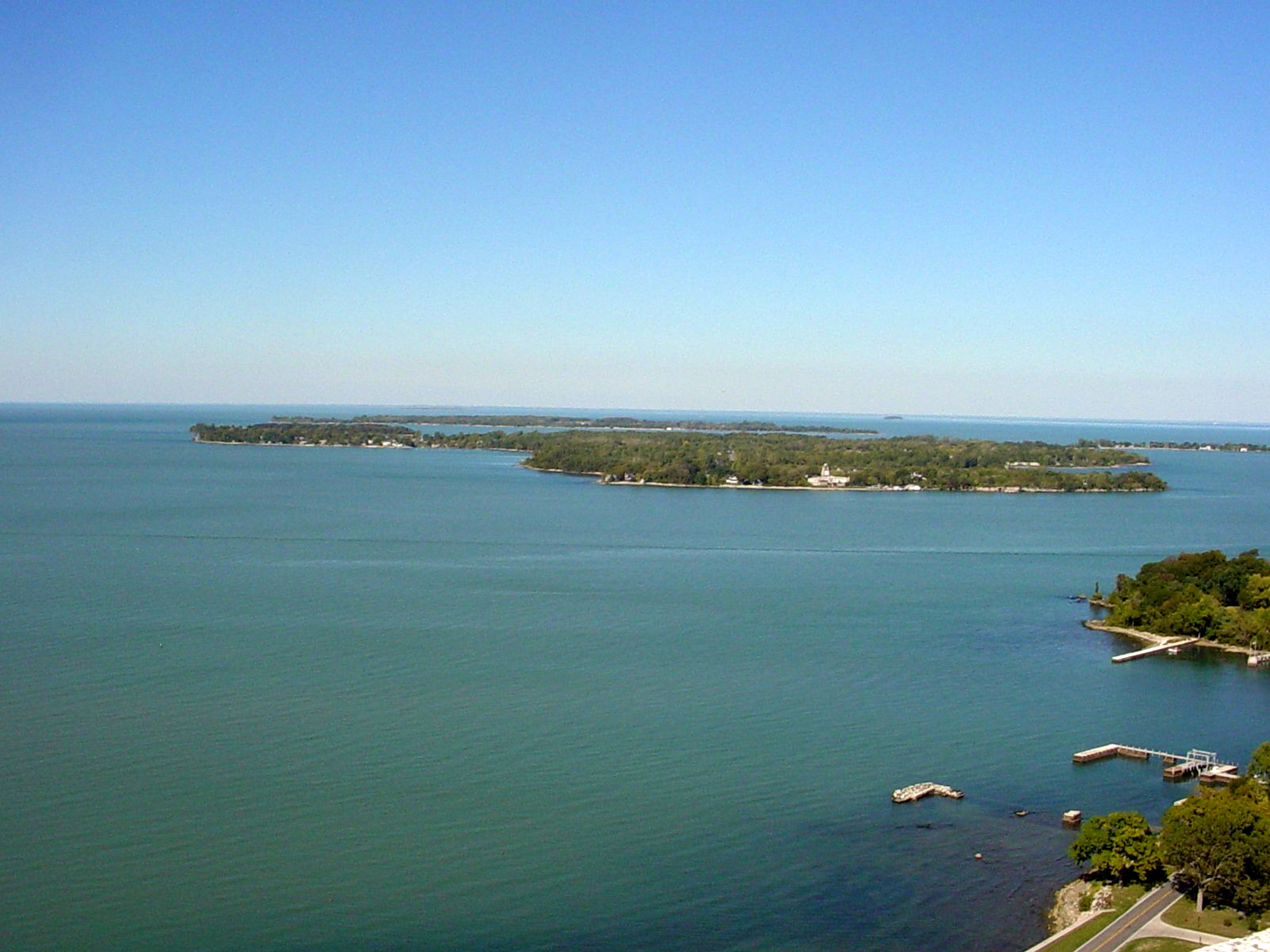
Vista de las Islas del Lago Erie, localizadas en el lago homónimo.

El litoral de Ohio con el Lago Erie tiene cerca de 502 kilómetros de longitud, incluyendo 85 kilómetros de la entrada formada por la Bahía de Sandusky y 106 kilómetros de litoral formado por las numerosas islas del Lago Erie. El estado posee más de 2500 lagos y lagunas, además de otras 180 reservas artificiales. El mayor lago del estado es el Grand Lake, con 5140 hectáreas de área. Ohio posee cerca de 70 800 kilómetros de ríos y riachuelos. El principal río del estado es el Ohio —que actúa como frontera entre Ohio, Virginia Occidental y Kentucky. Otros ríos importantes son los ríos Cuyahoga, Maumee, Miami, Muskingum y Scioto. Cerca de un 25 % del estado está cubierto por bosques.
La mayor parte del suelo de Ohio, a excepción de una pequeña región situada en el centro-sur del estado y de un área excepcionalmente llana en el noroeste, conocida como el "Gran Pantano Negro", está formado por llanuras glaciales. Estas regiones glaciales en la antigüedad estuvieron cubiertas por una espesa capa de hielo, en eras glaciales relativamente recientes (la última de ellas, ocurrida hace cerca de 10 000 años antes de Cristo). La mayor parte del estado tiene una baja altitud.

### Regiones geográficas
Podemos dividir a Ohio en cuatro regiones geográficas:
- Las Llanuras de los Grandes Lagos se localizan a lo largo del litoral del estado con el Lago Erie, y cubren todo el norte de Ohio. Es una región relativamente estrecha, con cerca de 8 kilómetros de anchura en su extremo oriental, aumentando a más de 80 en el extremo occidental. Se caracteriza por su suelo poco accidentado, relativamente plano, y de bajas altitudes, las menores del estado —de 139 metros sobre el nivel del mar en su extremo nordeste. También se caracteriza por su suelo relativamente fértil.
- Las Llanuras Till ocupan todo el oeste de Ohio. Las altitudes de estas llanuras aumentan gradualmente, a medida en que se viaja en dirección sur. Estas llanuras tienen pocos accidentes geográficos, y se caracterizan por sus montes bajos y anchos. El punto más alto de Ohio, Campbell Hill (de 472 m de altitud)[2] se localiza en el sur de esta región, en el extremo suroeste del estado.
- La Meseta de los Apalaches ocupa toda la región oriental de Ohio. Se caracteriza por su terreno rocoso y accidentado. Esta región alberga la mayor parte de los principales yacimientos minerales del estado, como carbón, gas natural y granito.
- La Región Bluegrass ocupa una estrecha región del centro-sur del estado. Esta región se caracteriza por su terreno poco accidentado, por sus pastos y por su suelo fértil.

|  |  |
|  |  |

### Clima

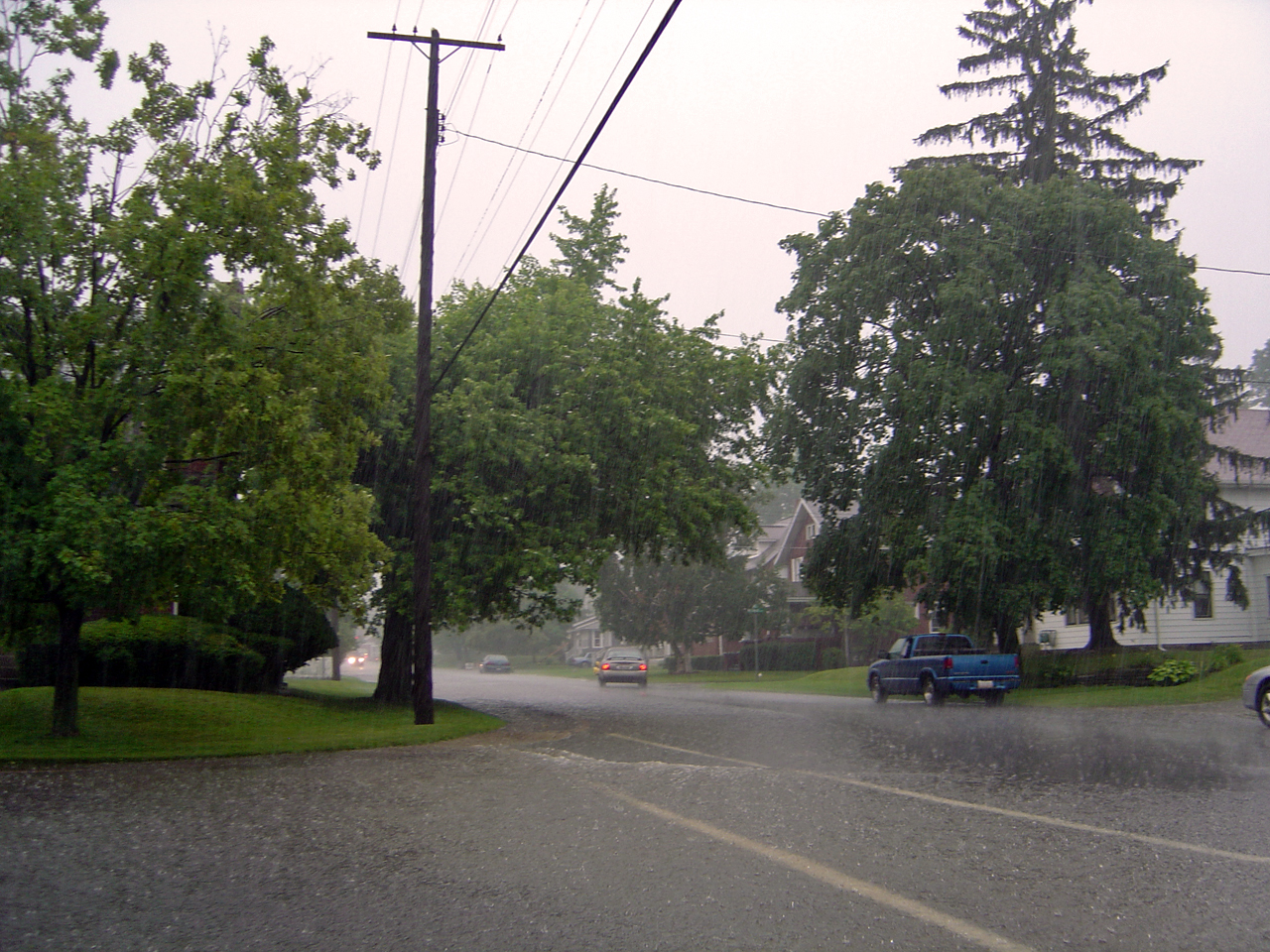
Día de lluvia en Mansfield.

El clima de Ohio es templado, en el que se distinguen cuatro estaciones distintas, con veranos cálidos, e inviernos fríos. Sin embargo, el tiempo atmosférico varía bastante de estación a estación. El tiempo en Ohio es relativamente inestable, y puede cambiar repentinamente, especialmente en invierno. El principal motivo de esta inestabilidad es la ausencia de obstáculos geográficos en el estado y en sus proximidades, que permiten el rápido movimiento de corrientes de aire venidas de cualquier dirección.
Las temperaturas en Ohio descienden a medida en que aumenta la latitud. La temperatura media del estado en invierno es de -5 °C en el norte del estado, -2 °C en la región central y 2 °C en el sur. La media de las mínimas es de -6 °C en el norte, -4 °C en la región central y de -2 °C en el sur, mientras que la media de las máximas es de 2 °C en el norte, 5 °C en la región central y 8 °C en el sur. Las mínimas varían entre -40 °C y 5 °C, y las máximas, entre -30 °C y 15 °C. La temperatura más baja registrada en Ohio, -38 °C, fue medida en Milligan el 10 de febrero de 1899.

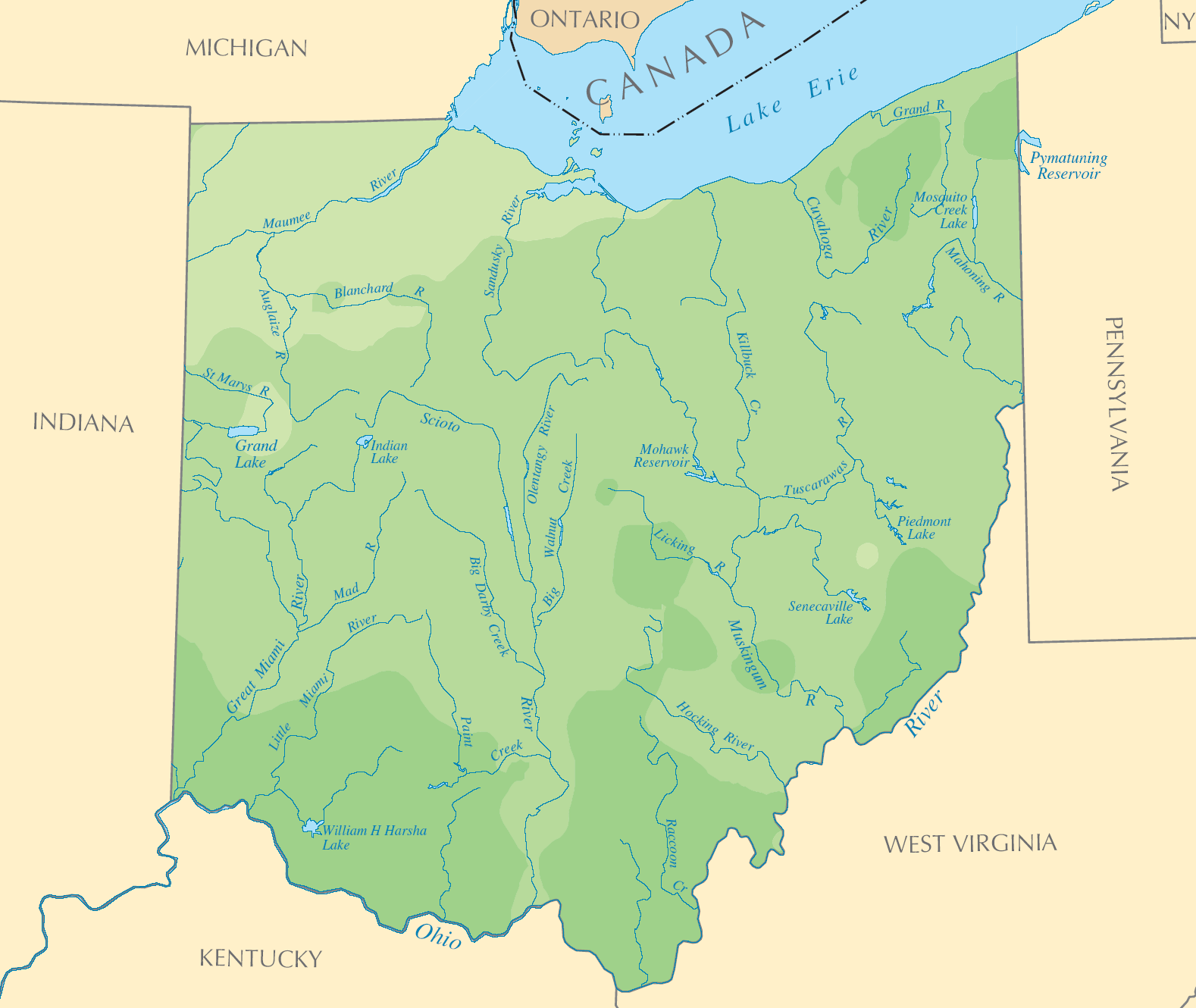
Mapa de precipitaciones en Ohio.

La temperatura media en verano en el norte es de 21 °C (de 20 °C en el extremo nordeste), y de 24 °C en el sur. La media de las mínimas es de 15 °C en el norte, 16 °C en la región central y de 18 °C en el sur. La media de las máximas es de 28 °C en el norte y en la región central y de 30 °C en el sur. Las mínimas varían entre 8 °C y 26 °C, mientras que las máximas varían entre 16 °C y 38 °C. La temperatura más alta registrada en Ohio es de 45 °C, medida el 21 de julio de 1934 en Gallipolis.
La tasa de precipitación media anual de Ohio es de 97 centímetros anuales. Estas tasas son mayores en el sur y en las regiones montañosas del nordeste del estado —que pueden recibir más de 120 centímetros anuales— y menores a lo largo del Lago Erie y en el noroeste del estado —que reciben menos de 85 centímetros anuales. Toledo recibe cerca de 80 centímetros anuales de precipitación. La tasa de precipitación media anual de nieve en Ohio es de 74 centímetros. Estas tasas aumentan a medida que se viaja en dirección al este y al norte. La montañosa región nordeste de Ohio recibe de media cerca de 254 centímetros anuales de nieve, y por esto, dispone de varias estaciones de esquí.

## Política y administración

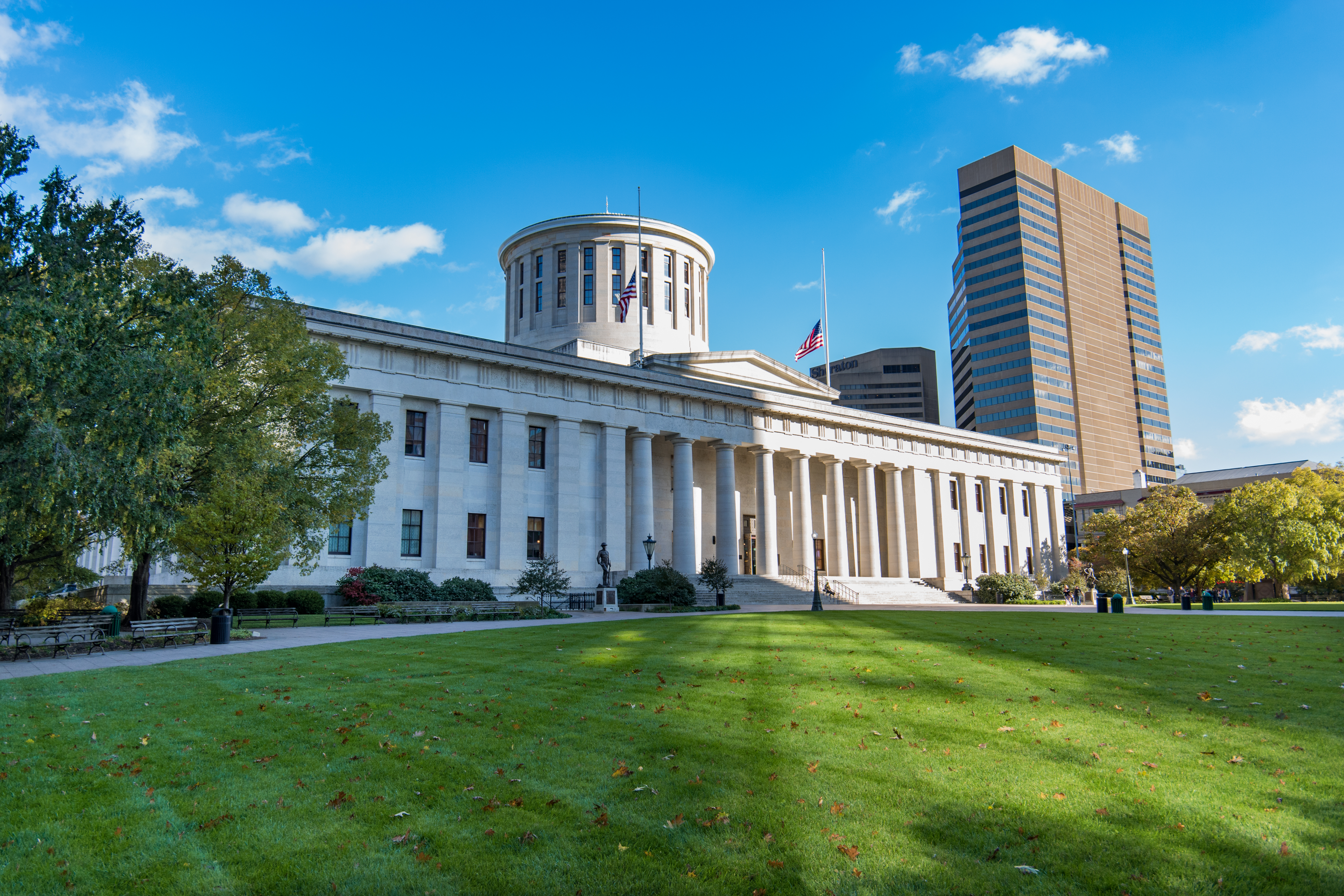
La Cámara Estatal de Ohio, en Columbus.

La capital de Ohio es Columbus, localizada cerca del centro del estado. Desde 2019, el gobernador es Mike DeWine. Ohio cuenta con 16 escaños en la Cámara de Representantes de los Estados Unidos.
El principal oficial del Poder Ejecutivo de Ohio es el gobernador. Este es elegido por los electores del estado para un mandato de hasta cuatro años de duración. Una persona dada puede ejercer el cargo de gobernador cuantas veces quiera, pero no dos veces consecutivas. Corre a cargo del gobernador la responsabilidad de indicar a los oficiales del Ejecutivo y del Judicial. Sin embargo, todas sus indicaciones necesitan ser aprobadas antes por el Senado del estado. Todos los oficiales del Ejecutivo elegidos por el gobernador no pueden ejercer en dos mandatos consecutivos.
El Poder Legislativo de Ohio está constituido por el Senado y por la Cámara de Representantes. El Senado posee un total de 33 miembros, y la Cámara de Representantes, 99. Ohio está dividido en 33 distritos legislativos. Los electores de cada distrito eligen a un senador y tres miembros representantes, que representarán a dicho distrito en el Senado y en la Cámara de los Representantes. El mandato de los senadores es de cuatro años, y el de los miembros de la Cámara de los Representantes, de dos. Una persona dada no puede ejercer dos veces consecutivas el cargo de senador, ni tampoco más de dos legislaturas consecutivas como miembro de la Cámara de los Representantes.

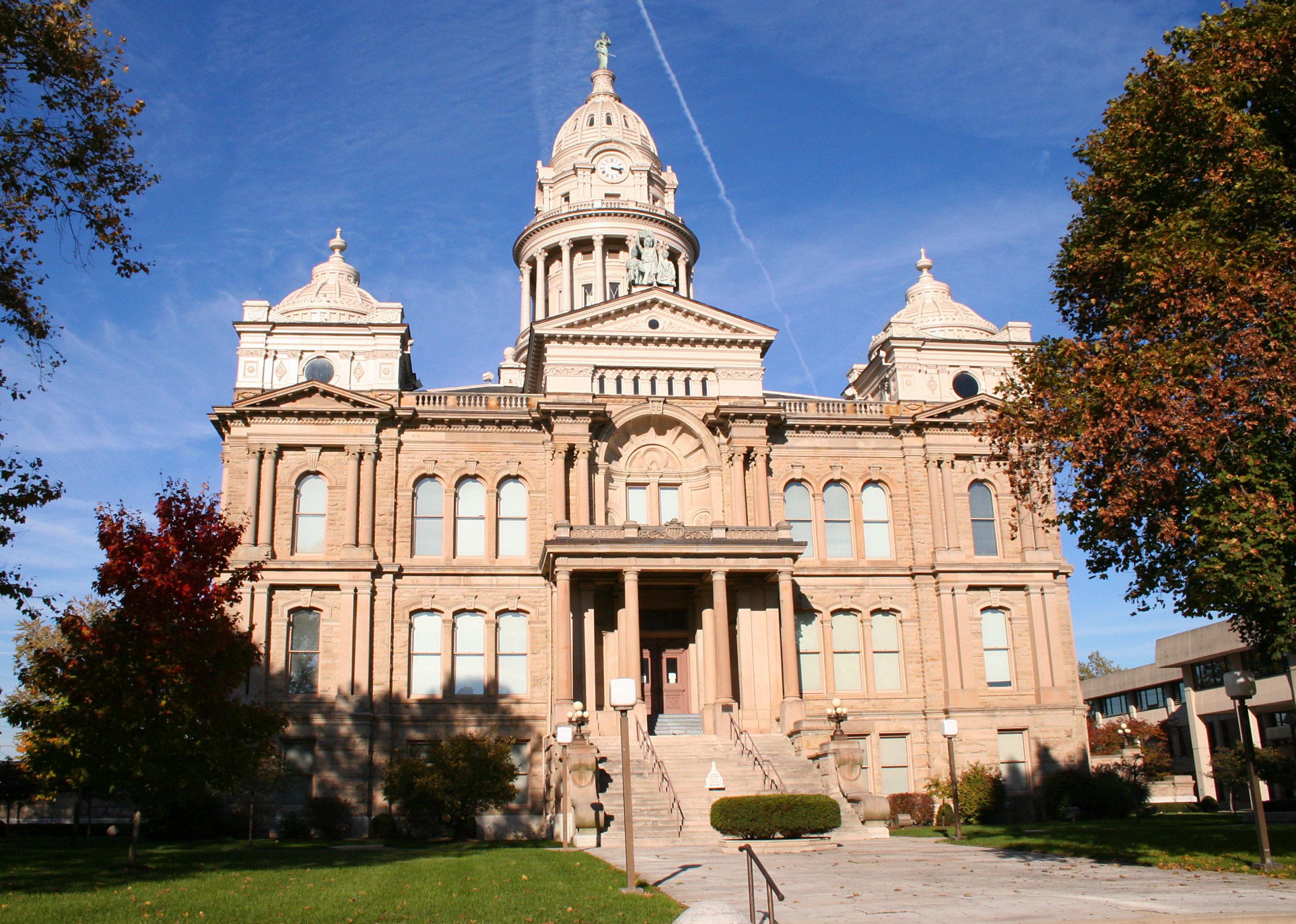
Palacio de justicia del Condado de Miami en Troy.

La corte más alta del Poder Judicial de Ohio es la Corte Suprema de Ohio, compuesta por siete jueces. Estos jueces son elegidos por la población del estado para un mandato de hasta seis años de duración. Ohio también posee doce Courts of Appeals (cortes de carácter regional), y cada condado administra una Corte Judicial de carácter regional. Ohio está dividido en doce distritos judiciales, donde operan cada una de las cortes de la Court of Appeals. Cada una de las cortes de la Court of Appeals posee ocho jueces, elegidos por la población del estado para un mandato de hasta seis años de duración. Todos los jueces de las cortes regionales —compuestas de tres a doce jueces— son elegidos por la población de los respectivos condados para un mandato de hasta seis años de duración.
Cerca de un 55 % de los presupuestos del gobierno de Ohio los generan impuestos estatales, mientras que lo restante proviene de presupuestos suministrados por el gobierno federal y de préstamos. En 2002, el gobierno del estado gastó 52 594 millones de dólares, habiendo generado otros 45 439 millones. La deuda pública de Ohio es de 20 009 millones de dólares. La deuda per cápita es de 1754 dólares, el valor de los impuestos estatales per cápita es de 1764 dólares, y el valor de los gastos gubernamentales per cápita, de 4610 dólares.

### Constitución
La actual Constitución de Ohio fue adoptada en 1864. Las enmiendas a la Constitución son propuestas por el Poder Legislativo de Ohio, y para ser aprobadas, necesitan ser ratificadas primero por al menos un 51 % del Senado y de la Cámara de Representantes del estado, en dos votaciones sucesivas, y después por un 51 % o más de la población electoral de Ohio, en un referéndum. La población del estado también puede proponer enmiendas a la Constitución a través de la realización de peticiones, en las que es necesaria al menos la firma del 10 % de las personas que votaron en el último referéndum o en las últimas elecciones estatales para gobernador realizadas en el estado. Si esta petición tiene un mínimo del 10 % de firmas, la enmienda entonces es revisada por el Legislativo, y sometida a votación en un referéndum, donde debe conseguir el voto a favor de al menos un 51 % de los votantes en dos referendos consecutivos. Si esta enmienda es ratificada por un 51 % o más de los votantes en ambas votaciones, la enmienda se aprueba automáticamente. Las enmiendas también pueden ser propuestas e introducidas por convenciones constitucionales, que necesitan recibir al menos la aprobación del 67 % de los votos de ambas cámaras del Poder Legislativo y un 51 % de los electores del estado en una elección general, o bien del 51 % de los electores del estado en una elección realizada periódicamente cada 20 años.

### División administrativa

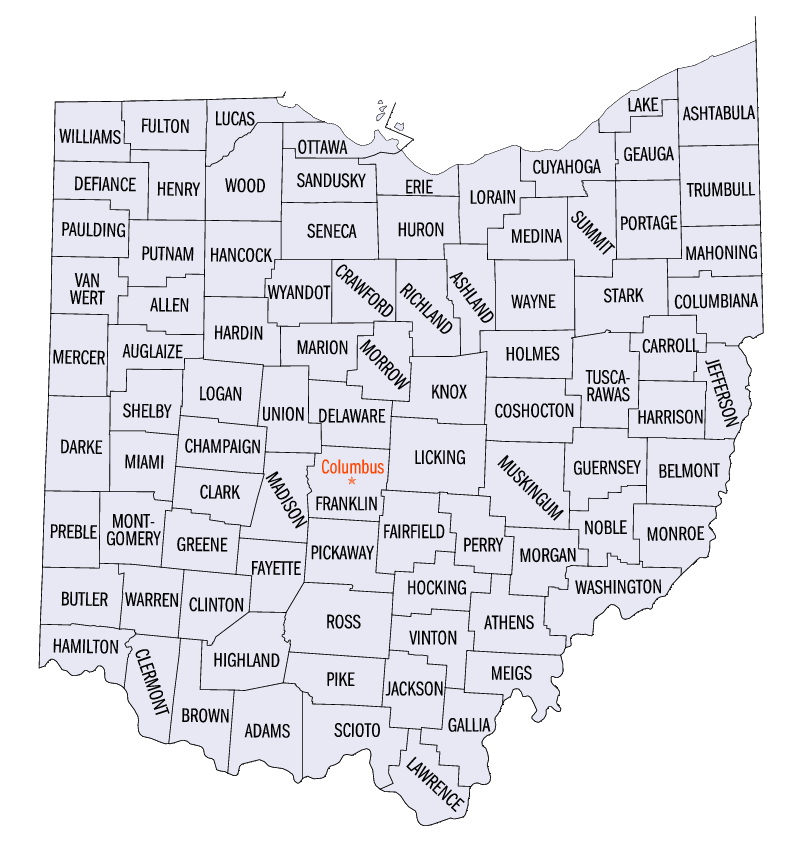
Condados de Ohio.

Ohio está dividido en 88 condados. Estos condados son gobernados por Consejos de Comisarios, que están compuestos por tres miembros —a excepción del Condado de Summit, gobernado por un administrador-jefe y un Consejo de siete miembros. Cualquier área urbana con más de cinco mil habitantes es considerada ciudad principal (city). El estado no posee ciudades secundarias (towns); cualquier área urbana con menos de cinco mil habitantes es considerada villa. La mayor parte de las ciudades y villas de Ohio están gobernadas por un alcalde y un consejo municipal, mientras que las restantes están gobernadas o bien por un administrador y un Consejo o bien por un Consejo de Comisarios.

### Política
Políticamente, Ohio está considerado lo que en inglés se llama "swing state" (literalmente "estado columpio", esto es, un estado en el que no domina claramente un partido sobre otro), si bien la política estatal está dominada por los republicanos. La mezcla de áreas urbanas y rurales, y la presencia significativa de grandes industrias de cuello azul y de importantes distritos comerciales de cuello blanco conduce a un equilibrio entre la población conservadora y la liberal que, junto con los 17 votos electorales del estado —más de los que tienen muchos de los "swing states"— convierte al estado en decisivo para el resultado de las elecciones nacionales. No en vano, Ohio fue el estado en el que se decidieron las Elecciones Presidenciales de 2004, entre George W. Bush y John Kerry. Bush ganó por un estrecho margen los 20 votos electorales del estado (un margen de 2 puntos porcentuales y el 50,8 % de los votos). El estado respaldó al demócrata Bill Clinton en 1992 y 1996, aunque en 2000 y en 2004 apoyó al republicano George W. Bush. Ohio también fue un factor decisivo en los Elecciones Presidenciales de 1948, cuando el demócrata Harry S. Truman venció al republicano Thomas E. Dewey (que había ganado en el estado cuatro años antes), y también en las de 1976, cuando el demócrata Jimmy Carter derrotó al republicano Gerald Ford por un estrecho margen.
La demografía de Ohio hace que muchos consideren al estado como un microcosmos dentro de la nación. Curiosamente, ningún candidato republicano a la presidencia ha accedido a la Casa Blanca sin ganar en Ohio. Por eso, este estado ocupa un lugar muy importante en las campañas electorales de ambos partidos.

## Demografía
Según el censo nacional de 2000 de la Oficina del Censo de los Estados Unidos, la población de Ohio era de 11 353 140 habitantes, un crecimiento del 4,2 % en relación con los datos de 1990, de 10 887 325 habitantes. Una estimativa realizada en 2005 estima la población del estado en 11 464 042 habitantes, lo que supone un crecimiento del 5,2 % en relación con los datos de 1990, del 1 % en relación con los datos de 2000, y del 0,1 % en relación con la estimación de 2004.
El crecimiento natural de Ohio entre 2000 y 2005 fue de 217 877 habitantes —789 312 nacimientos menos 571 435 fallecimientos— el crecimiento demográfico causado por la inmigración fue de 75 142 habitantes, mientras que la migración interestatal resultó en la pérdida de 177 150 habitantes. Entre 2000 y 2005, la población de Ohio creció en 110 897 habitantes, y entre 2004 y 2005, en 13 899. Cerca de un 3,4 % de la población del estado (340 000 habitantes) no ha nacido en Estados Unidos.
| Gráfica de evolución demográfica de Ohio entre 1800 y |
|                                                       |

### Distribución étnica
| Raza y etnia                              | Alone | Alone | Total | Total |
| ----------------------------------------- | ----- | ----- | ----- | ----- |
| Blanco (no hispano)                       | 75.9% | 75.9  | 79.9% | 79.9  |
| Negros                                    | 12.3% | 12.3  | 14.0% | 14    |
| Hispano o Latino                          | —     |       | 4.4%  | 4.4   |
| Asiáticos                                 | 2.5%  | 2.5   | 3.1%  | 3.1   |
| Nativos                                   | 0.2%  | 0.2   | 1.7%  | 1.7   |
| Estadounidenses de las islas del Pacífico | 0.04% | 0.04  | 0.1%  | 0.1   |
| Otro                                      | 0.4%  | 0.4   | 1.2%  | 1.2   |

| Racial composition  | 1990  | 2000  | 2010  |
| ------------------- | ----- | ----- | ----- |
| Blancos             | 87.8% | 85.0% | 82.7% |
| Afroamericanos      | 10.6% | 11.5% | 12.2% |
| Asiáticos           | 0.8%  | 1.2%  | 1.7%  |
| Nativos americanos  | 0.2%  | 0.2%  | 0.2%  |
| Isleño del Pacífico | –     | –     | –     |
| Otro                | 0.5%  | 0.8%  | 1.1%  |
| Dos o más razas     | –     | 1.4%  | 2.1%  |

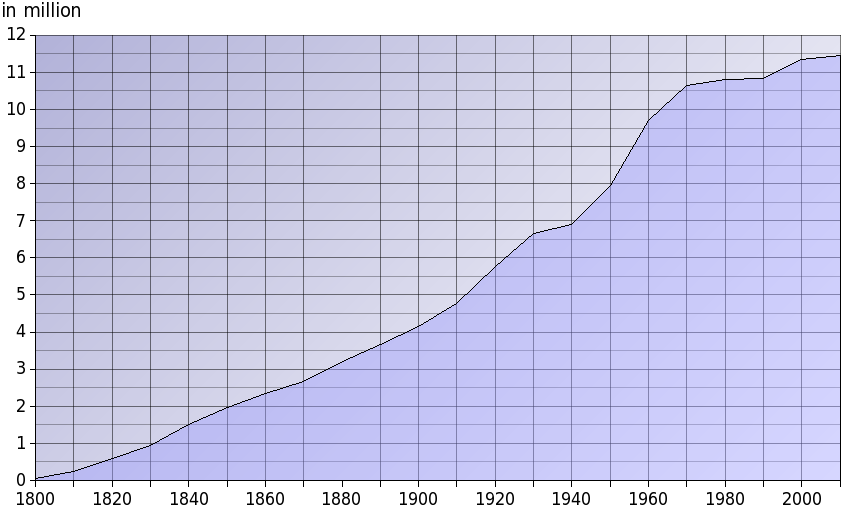
Crecimiento demográfico de Ohio desde 1800.

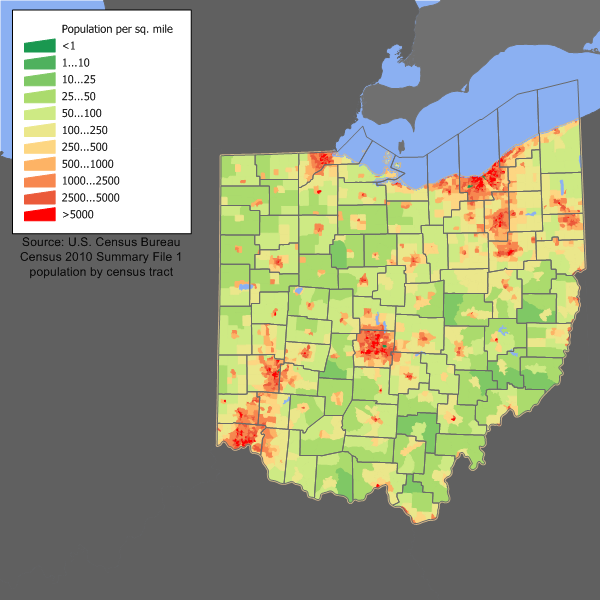
Densidad de población de Ohio.

Los cinco mayores grupos étnicos de Ohio son los alemanes (que comprenden un 25,2 % de la población del estado), los irlandeses (12,7%), afroamericanos (11,5%), británicos (9,2%) y los estadounidenses (8,5%).
La etnia alemana es la predominante en la mayoría de los condados de Ohio, especialmente en el noroeste del estado. Los habitantes de Ohio de ascendencia estadounidense y británica están presentes por todo el estado, particularmente en la región centro-sur. Las ciudades de Cleveland y Cincinnati tienen grandes comunidades afroamericanas. Cleveland y Toledo albergan grandes comunidades latinas, mientras que, por su parte, Cleveland y Columbus poseen las mayores comunidades asiáticas de Ohio. La mayoría de los latinos en Ohio son de orígenes mexicanos o puertorriqueños.

Pirámide de edades de Ohio (2000).

### Pirámide de edades
La distribución de la población por edades en 2004 era:
- Menos de 5 años: 6,4 %
- Menos de 18 años: 24,3 %
- Más de 65 años: 13,3 %

Las personas de sexo femenino componen el 51,3 % de la población de Ohio.

### Religión
Porcentaje de la población de Ohio por afiliación religiosa:
- Cristianismo – 82 %
  - Protestantes – 62 %
    - Iglesia Baptista – 15 %
    - Iglesia Metodista – 11 %
    - Iglesia Presbiteriana – 4 %
    - Iglesia Pentecostal – 4 %
    - Amish – 1 %
    - Otras afiliaciones protestantes – 27 %

  - Iglesia católica – 19 %
  - Otras afiliaciones cristianas – 1 %
- Judíos – 1,3 %
- Otras religiones – < 1 %
- Sin religión – 16 %

### Principales ciudades
Cerca de un 74 % de la población de Ohio vive en ciudades, mientras que el resto vive en áreas rurales. Alrededor de un 85 % de la población del estado vive en regiones metropolitanas, con la mitad de toda la población del estado viviendo en una de las tres mayores regiones metropolitanas de Ohio: Cincinnati, Cleveland y Columbus. Columbus es la ciudad más poblada del estado, si bien la región metropolitana más poblada es la de Cincinnati. 
En total, el estado consta de 15 regiones metropolitanas. De ellas, cinco están divididas entre Ohio y los estados de Indiana, Kentucky y Virginia Occidental.
Las ciudades principales de Ohio son:
- Columbus, ciudad 728 432,[45] área metropolitana 1 612 694[46]
- Cleveland, ciudad 461 324,[47] área metropolitana 2 148 143[46]
- Cincinnati, ciudad 317 361,[48] área metropolitana 2 009 632[46]
- Toledo, ciudad 308 973,[49] área metropolitana 659 188[46]
- Akron, ciudad 212 215,[50] área metropolitana 694 960[46]
- Dayton, ciudad 161 696,[51] área metropolitana 848 153[46]
- Youngstown, ciudad 79 271,[52] área metropolitana 602 964[46]
- Canton, ciudad 79 255,[53] área metropolitana 406 934[46]
- Springfield, ciudad 64 483,[54] área metropolitana 144 742[46]

Nota: El área metropolitana de Cincinnati se extiende hasta Kentucky e Indiana, y el área metropolitana de Youngstown se extiende hasta Pensilvania.
Otras ciudades, menos importantes, son: Chillicothe, Hamilton, Lakewood, Lorain, Zanesville...

Ciudades más pobladas de Ohio
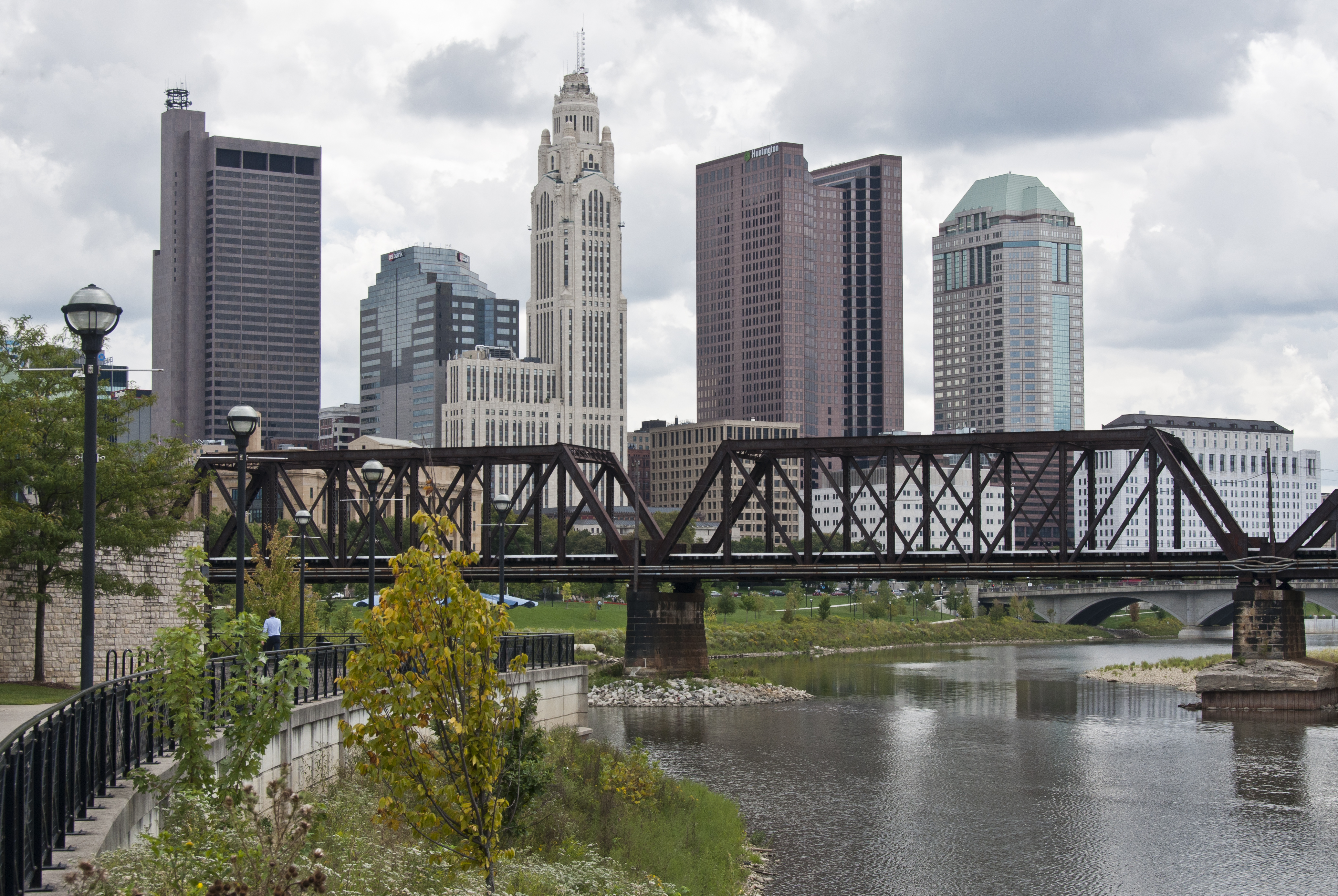
Columbus
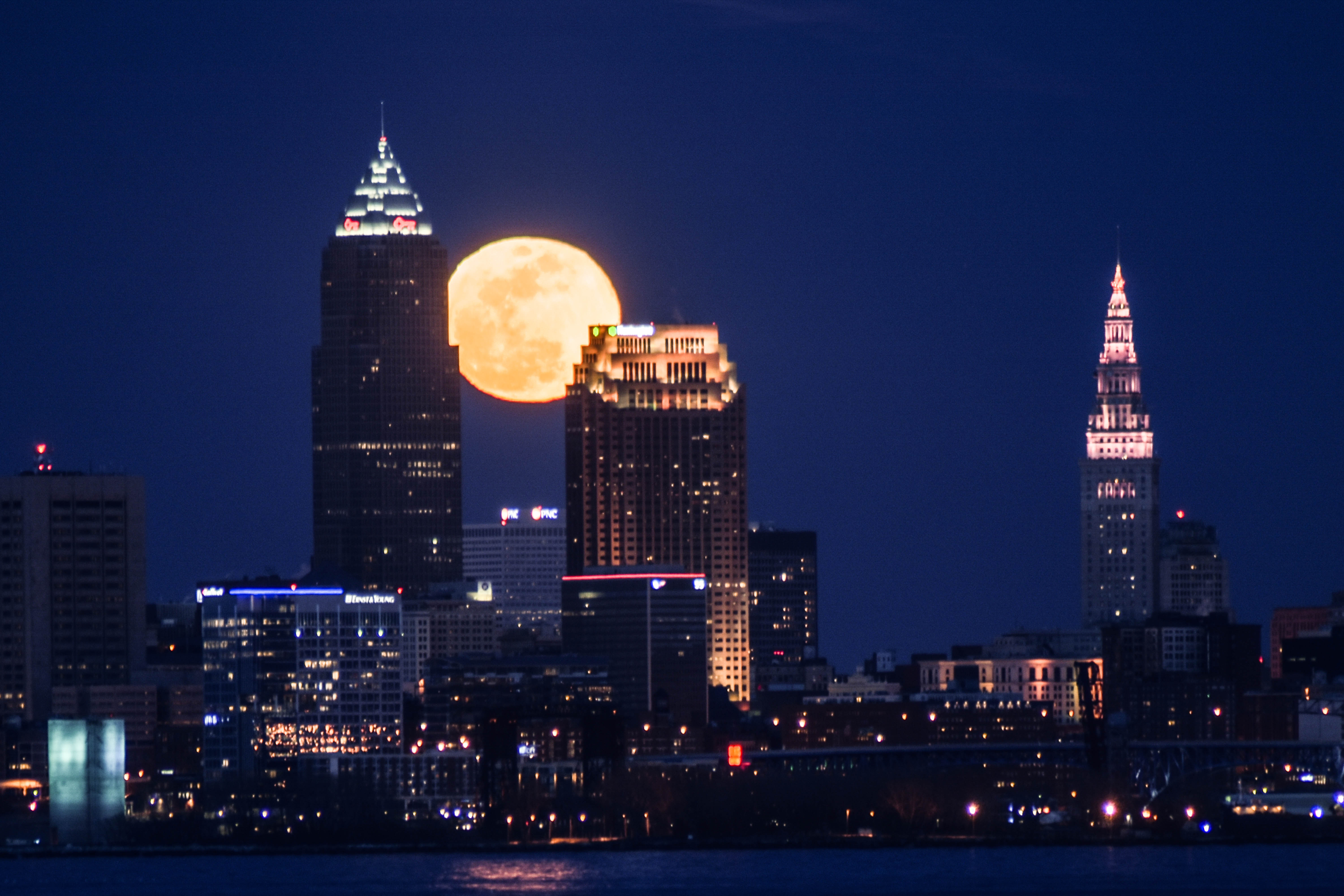
Cleveland
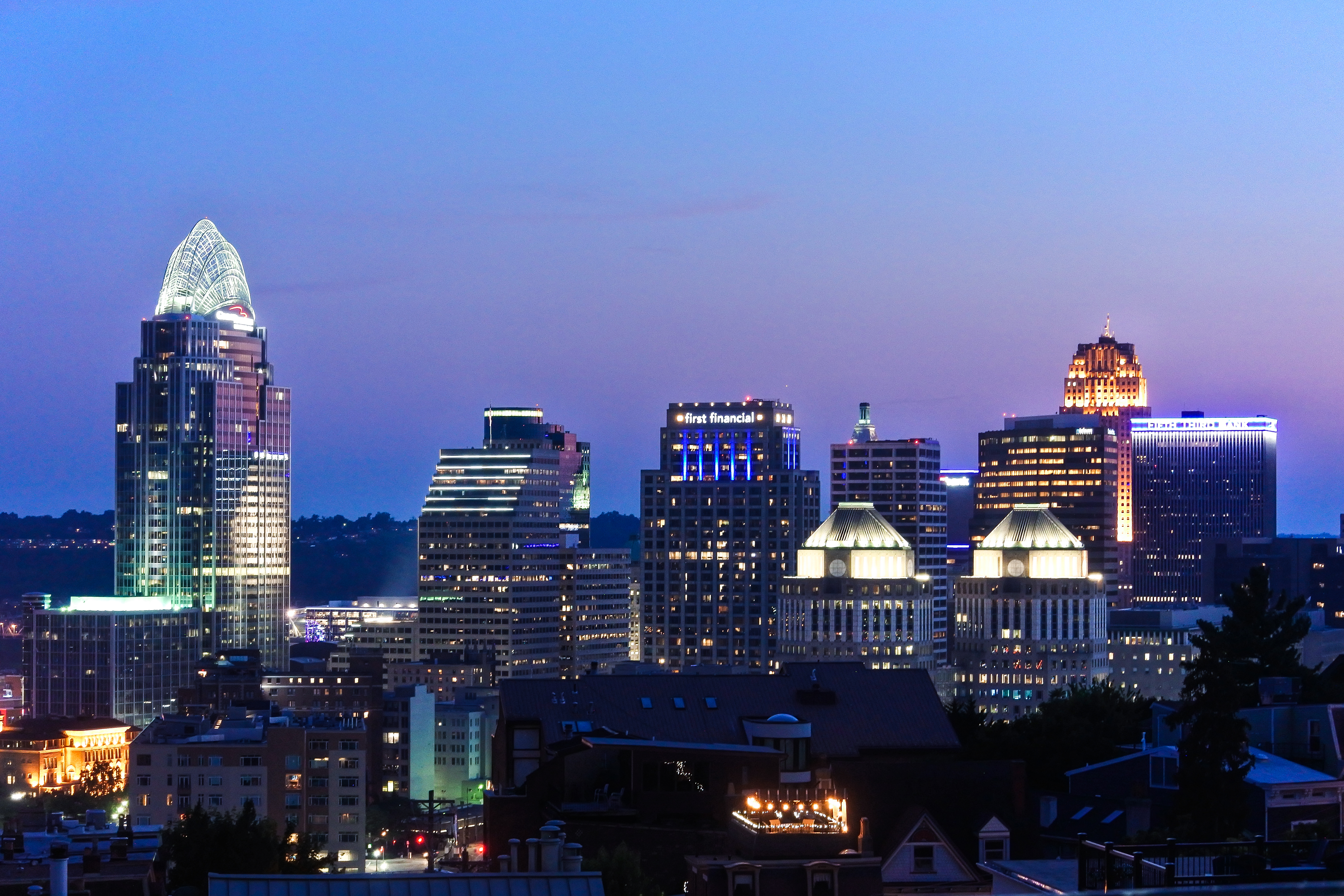
Cincinnati

## Economía

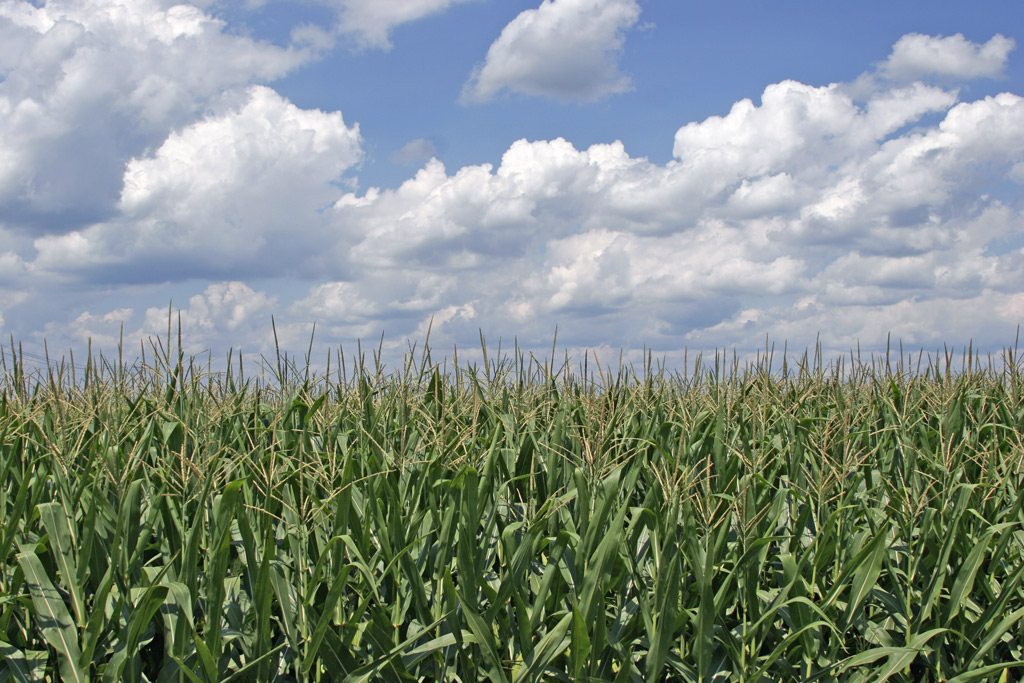
Campo de maíz del sur de Ohio.

El producto interior bruto de Ohio fue de 419 000 millones de dólares en 2003. La renta per cápita del estado, por su parte, fue de 30 129 dólares, la 25.ª mayor del país. La tasa de desempleo en Ohio se sitúa en el 6,1 %.
El sector primario corresponde al 1 % del PIB de Ohio. El estado tiene cerca de 80 000 granjas, que ocupan cerca de la mitad de su área. La agropecuaria comprende un 0,95 % del PIB, y emplea aproximadamente a 160 000 personas. Centro del Corn Belt, Ohio es uno de los mayores productores nacionales de maíz. El estado también es uno de los líderes nacionales en la producción de soja, trigo y paja. Otros productos agropecuarios importantes son la leche y la carne bovina, los huevos de gallina, tomate y cebollas . La pesca y la silvicultura son responsables de cerca de un 0,95 % del PIB, empleando a cerca de 2000 personas.

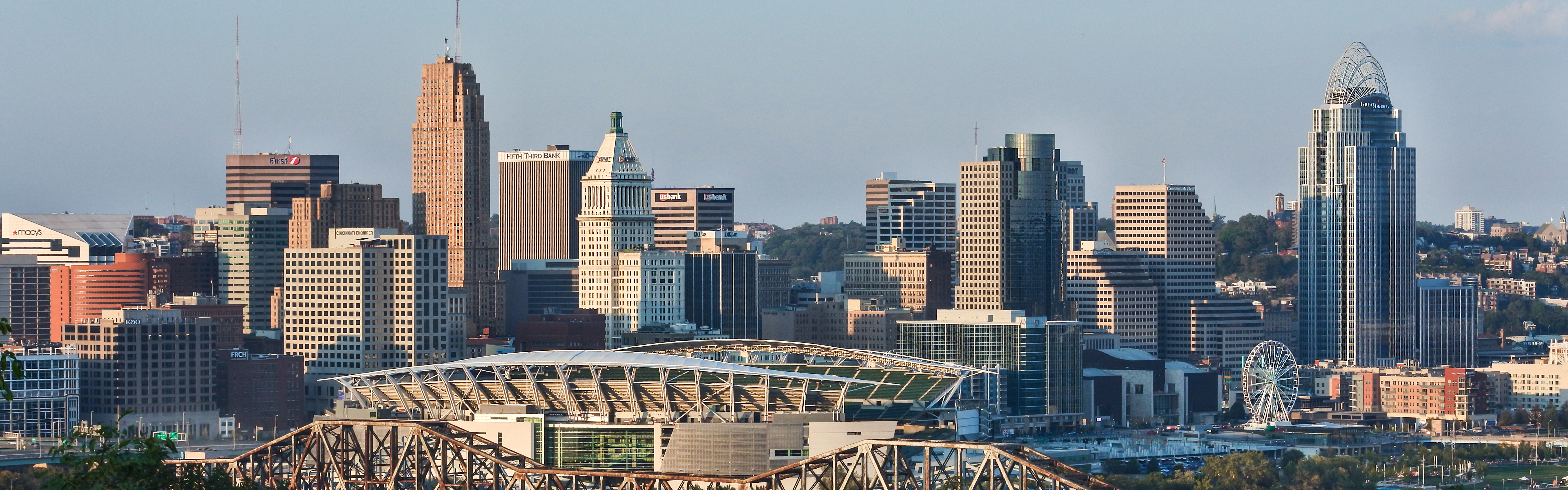
El centro financiero de Cincinnati alberga varias compañías Fortune 500.

El sector secundario corresponde a un 29 % del PIB de Ohio. La industria manufacturera —la mayor fuente de ingresos del estado— corresponde a un 25 % del PIB del estado y emplea aproximadamente a 1 130 000 personas. El valor total de los productos fabricados en el estado es de 120 000 millones de dólares —solo detrás de California y de Texas. Los principales productos industrializados que se fabrican en Ohio son equipamientos de transporte, maquinaria industrial, productos químicos, acero, alimentos industrializados, productos plásticos y gomas en general, muebles y electrodomésticos, vidrio y material impreso. Ohio es el segundo mayor productor nacional de acero, solo detrás de Indiana. La industria de construcción comprende un 3,8 % del PIB del estado, empleando aproximadamente a 347 000 personas. Por su parte, la minería es responsable de un 0,2 % del PIB de Ohio, empleando a cerca de 22 000 personas. Los principales recursos naturales del estado son el carbón, el gas natural y el granito.
El sector terciario comprende un 70 % del PIB de Ohio. Cerca de un 18 % del PIB del estado vienen de servicios comunitarios y personales. Este sector emplea a más de 1 950 000 de personas. El comercio al por mayor y al por menor corresponde a un 17 % del PIB, y emplean aproximadamente 1 520 000 personas. Los servicios financieros e inmobiliarios corresponden a cerca de un 16% del PIB del estado, empleando aproximadamente a 475 000 personas (el principal centro financiero del estado es Cleveland, otros centros financieros importantes son Cincinnati, Columbus y Toledo). Los servicios gubernamentales corresponden a un 11 % del PIB, empleando aproximadamente a 800 000 personas. Por último, los transportes y las telecomunicaciones emplean a 290 000 personas y comprenden un 8 % del PIB. Las centrales termoeléctricas de carbón producen cerca de un 85 % de la electricidad generada en el estado, mientras que lo restante se genera en centrales nucleares.

## Educación

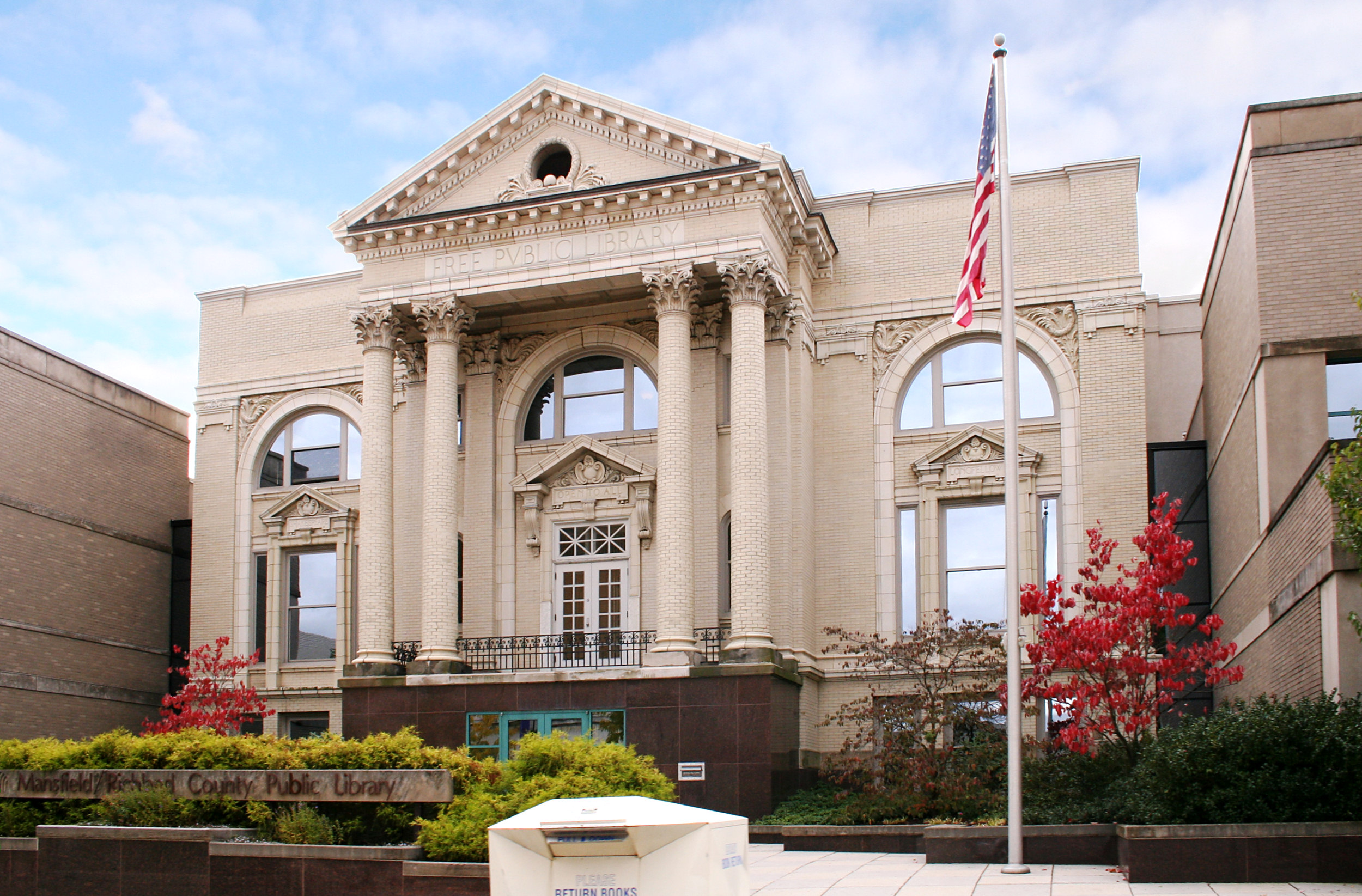
Biblioteca de Mansfield.

La primera escuela de Ohio fue fundada en 1773 por un misionero, con el objetivo de convertir a los niños nativos americanos a la religión católica, y de imponerles ideales y costumbres "occidentales". En 1825, el gobierno del estado autorizó la fundación de un sistema de educación pública compuesto solo por escuelas de educación primaria (elementary schools), pasando a suministrar presupuestos para el mantenimiento de escuelas de educación secundaria (high schools) a partir de 1853. Durante la década de 1960, diversos distritos escolares cerraron varias de sus escuelas a causa de la falta de presupuesto.

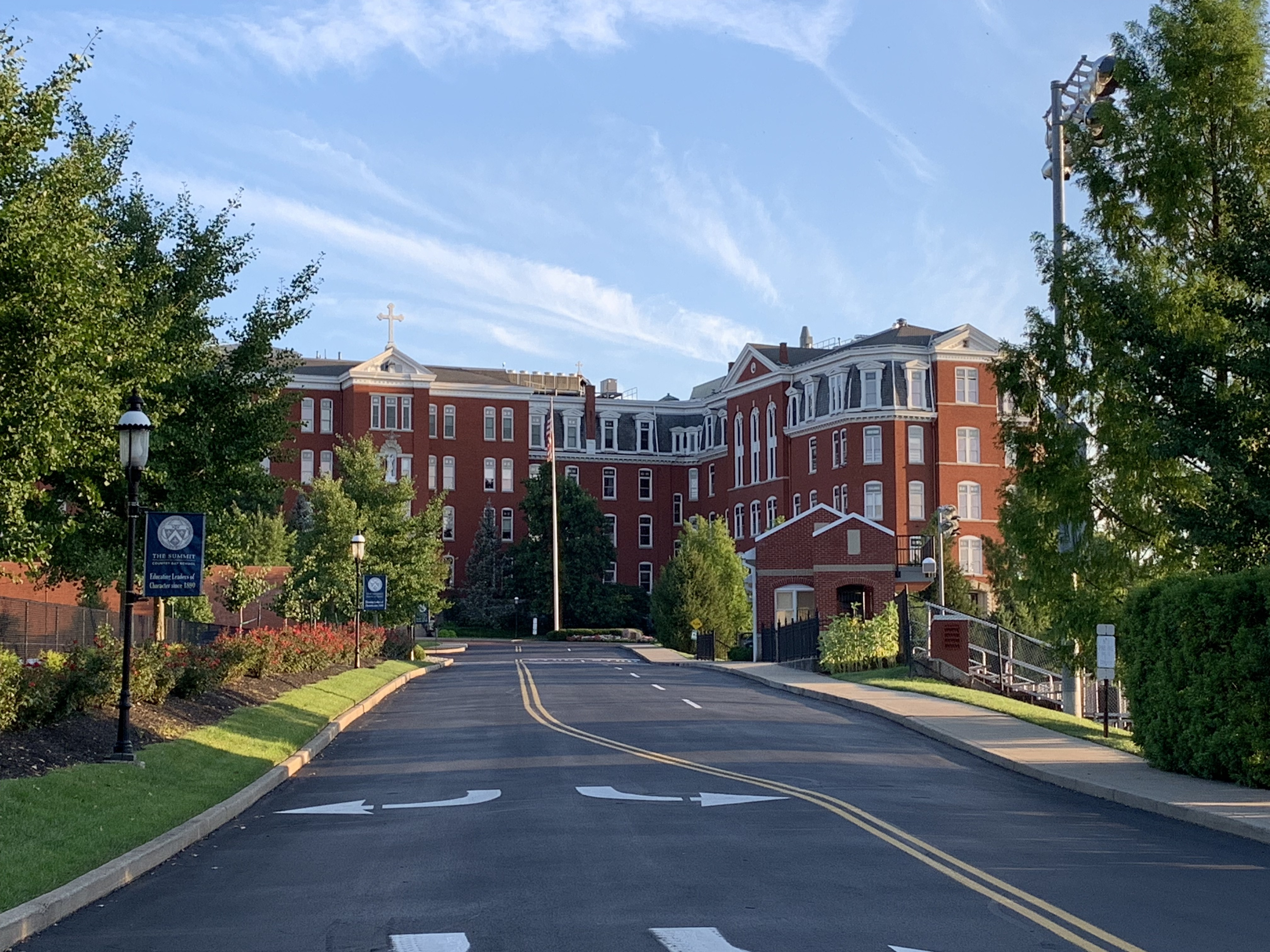
Escuela secundaria privada "Summit Country Day" en Cincinnati.

Actualmente, todas las instituciones educativas de Ohio deben seguir ciertas reglas y patrones dictados por el Consejo Estatal de Educación de Ohio. Este consejo controla directamente el sistema de escuelas públicas del estado, que está dividido en varios distritos escolares. El consejo está compuesto por cuatro miembros elegidos por el Legislativo y por 8 miembros elegidos por el gobernador, durante un período de oficio de hasta cuatro años de duración. Cada ciudad principal (city), diversas ciudades secundarias (towns) y cada condado, constan al menos de un distrito escolar. En Ohio, un distrito escolar dado frecuentemente opera en varias ciudades al mismo tiempo, incluso aunque tenga su centro en otra ciudad dada. En las ciudades, la responsabilidad de administrar las escuelas es del distrito escolar municipal, mientras que en las regiones menos densamente pobladas, esta responsabilidad corre a cargo de los distritos escolares que operen en el condado. Ohio permite la existencia de "escuelas chárter" —escuelas públicas independientes, que no son administradas por distritos escolares, pero que dependen de presupuestos públicos para su sustentación. La escolarización es obligatoria para todos los niños y adolescentes de más de seis años de edad, hasta la conclusión de la educación secundaria o hasta los dieciséis años de edad.
En 1999, las escuelas públicas del estado atendieron a cerca de 1 837 000 de estudiantes, empleando aproximadamente a 116 200 profesores. Por su parte, las escuelas privadas atendieron a cerca de 254 500 estudiantes, empleando aproximadamente a 16 200 profesores. El sistema de escuelas públicas del estado utilizó cerca de 12 207 billones de dólares, y el gasto de las escuelas públicas fue de aproximadamente 7 300 dólares por estudiante.
La primera biblioteca del estado fue fundada en 1804, en Belpre. El sistema de bibliotecas públicas de Cleveland es uno de los mayores de Estados Unidos. El estado posee actualmente 250 sistemas de bibliotecas públicas, que mueven anualmente una media de 13,8 libros por habitante. La primera institución de educación superior de Ohio, la Universidad de Ohio, fue fundada en Athens, en 1804. Actualmente, Ohio posee 179 instituciones de educación superior, de las cuales 61 son públicas y 118 son privadas. El sistema de instituciones de educación superior pública del estado es el Sistema de Universidades de Ohio.

Universidades en Ohio
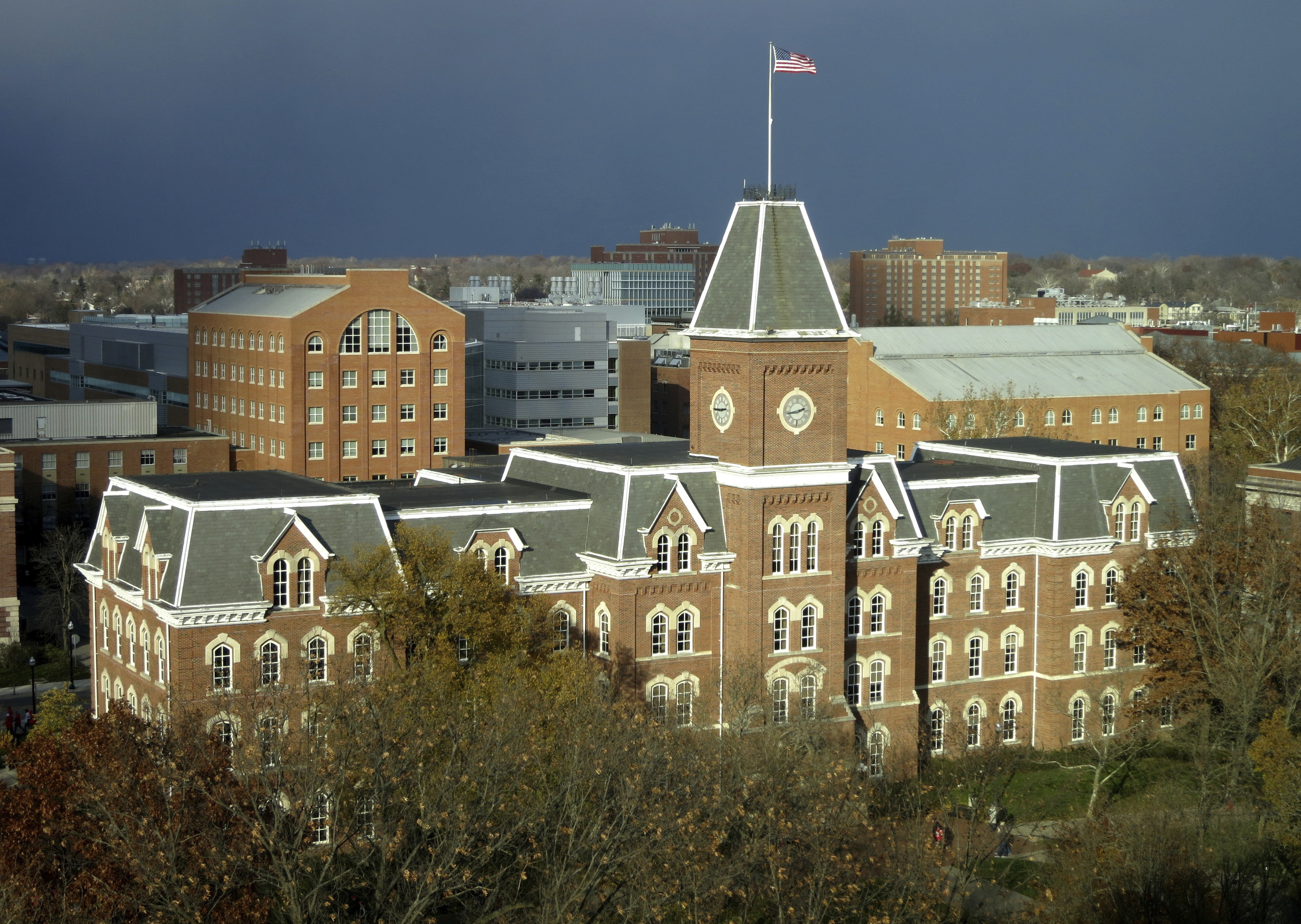
La Universidad Estatal de Ohio, tiene un cuerpo estudiantil de 65,000 estudiantes, uno de las más grandes del país.
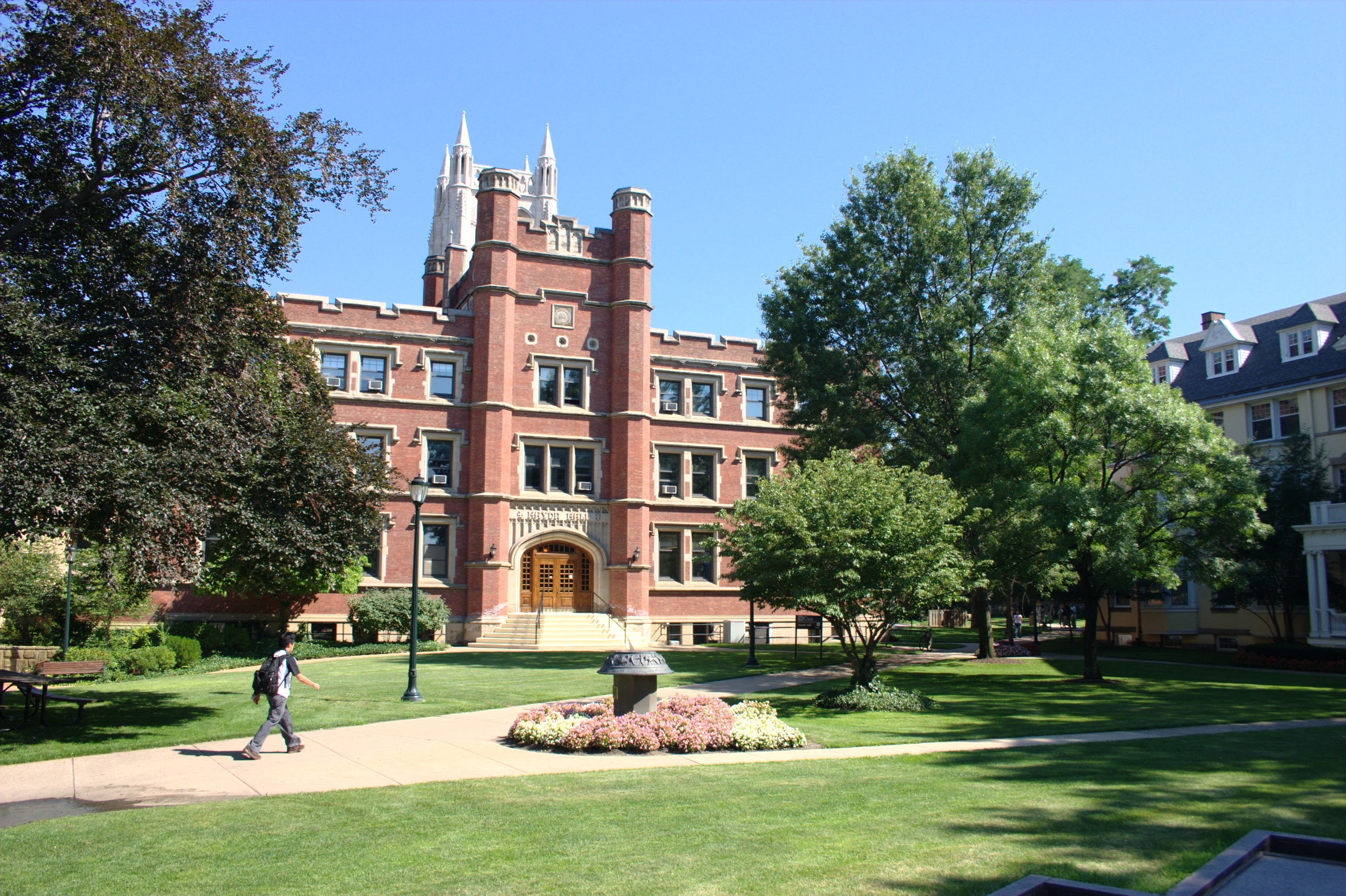
La Universidad Case de la Reserva Occidental, una institución privada.
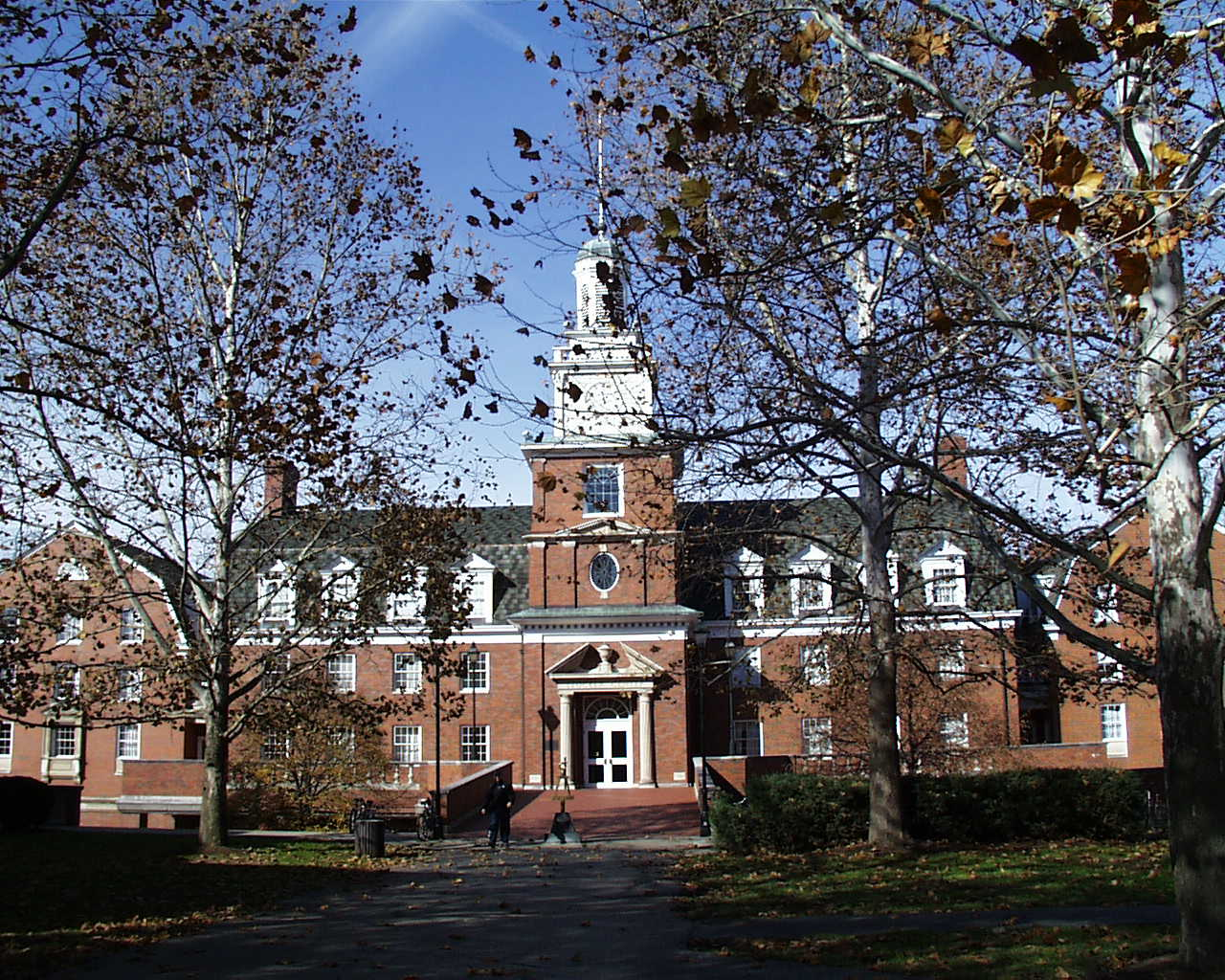
La Universidad de Ohio, fundada en 1804 es la más antigua del Estado.
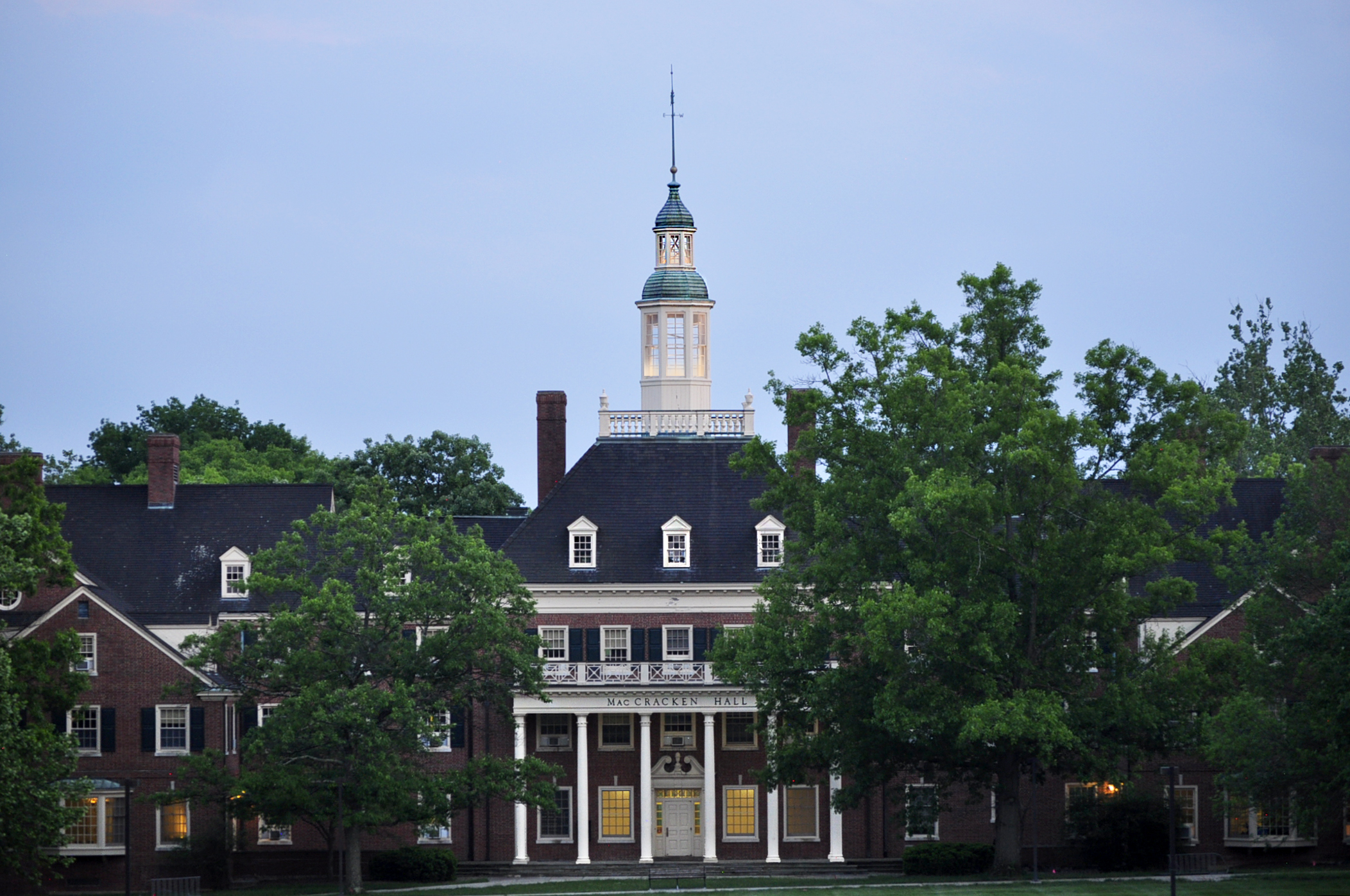
La Universidad Miami, reconocida a nivel nacional por su excelencia en cursos de pregrado.

## Transportes

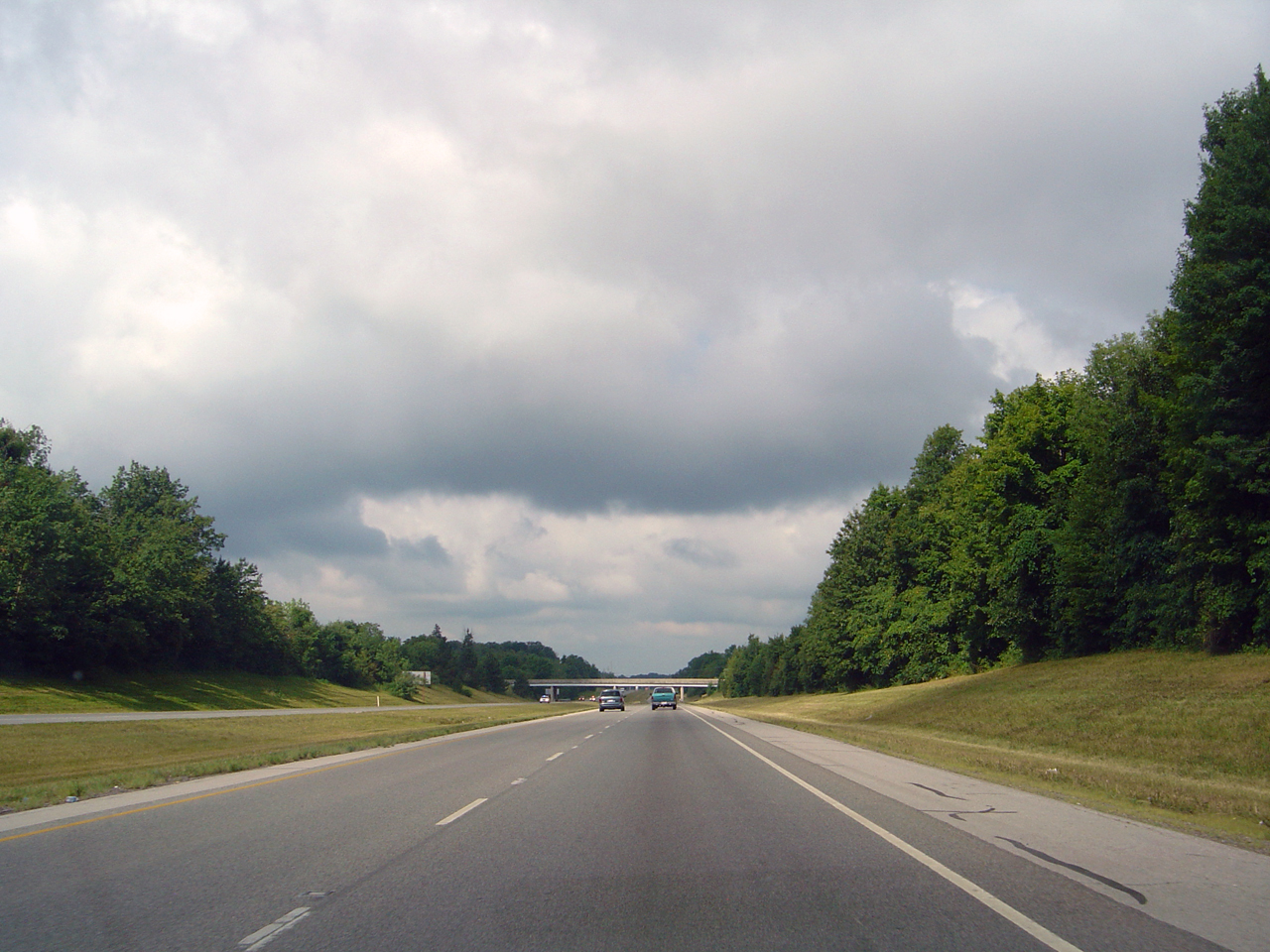
La US-30 West en las inmediaciones de Ontario, Ohio.

Ohio, desde que se convirtió en estado en 1803, ha sido un importante cruce de caminos entre el este y el centro-oeste de Estados Unidos. Numerosas vías férreas y carreteras interestatales atraviesan el estado. El principal centro vial de Ohio es Columbus, mientras que Cleveland es el principal centro ferroviario, portuario y aeroportuario.
El aeropuerto más transitado del estado es el Aeropuerto Internacional de Cleveland, seguido por los aeropuertos internacionales de Columbus, Dayton, Toledo y Cincinnati. En 2002, Ohio poseía 8417 kilómetros de vías férreas.
Ohio tiene una red altamente desarrollada de carreteras y autopistas interestatales. En 2003, el estado poseía 198 789 kilómetros de carreteras y autopistas, de los cuales 2530 kilómetros formaban parte del sistema federal de autopistas interestatales.

## Medios de comunicación
El primer periódico de Ohio, el The Centinel of the North-Western Territory, fue impreso por primera vez en 1793, en Cincinnati. El primer periódico abolicionista del país, el The Philanthropist, fue impreso en Ohio, en 1817, en Mount Pleasant. Actualmente se publican en el estado más de 330 periódicos, de los cuales 80 son diarios.
La primera cadena de radio de Ohio fue fundada en 1922, en Cleveland. Aquel mismo año, la Universidad de Ohio crea la primera cadena de radio con fines educativos, en Columbus. La primera cadena de televisión fue fundada en 1947 en Cleveland. Actualmente, Ohio posee cerca de 297 cadenas de radio (de las cuales 106 son AM y 191 son FM) y 44 de televisión.

## Cultura

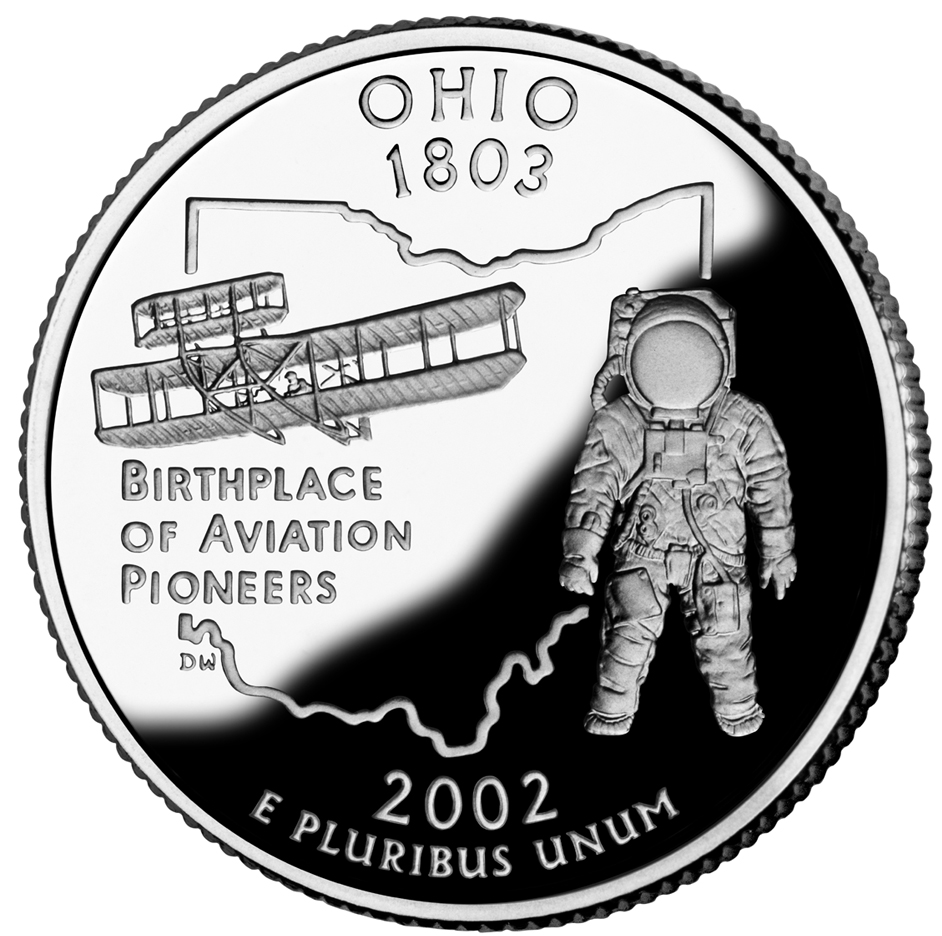
Moneda de Ohio de 25 centavos de dólar. Varios nativos de Ohio han sido pioneros a lo largo de la historia de la aviación, desde los primeros vuelos de un avión hasta el envío de astronautas al espacio y a la Luna.

Numerosos inventores y pioneros son nativos de Ohio. Entre ellos, destacan: 
- Wilbur Wright. Los Hermanos Wright realizarían numerosos vuelos de prueba en Ohio antes de realizar lo que es considerado por muchos el primer vuelo exitoso de un avión, el 17 de diciembre de 1903, en Kitty Hawk, Carolina del Norte, no muy lejos de Ohio.[64]
- Charles F. Kettering, inventor del sistema de ignición de los automóviles.[65]
- Charles M. Hall, autor del proceso de refinado de aluminio.
- John Glenn, primer estadounidense en orbitar en el espacio.
- Neil Armstrong, primera persona en pisar en la Luna.

### Deporte
Ohio cuenta con equipos profesionales en las grandes ligas norteamericanas: los Cincinnati Reds y Cleveland Guardians de las Grandes Ligas de Béisbol, los Cincinnati Bengals y Cleveland Browns de la National Football League, los Cleveland Cavaliers de la National Basketball Association, los Columbus Blue Jackets de la National Hockey League, y Columbus Crew junto a Football Club Cincinnati de la Major League Soccer.
En cuanto a deporte universitario, los Ohio State Buckeyes se han destacado en fútbol americano y baloncesto masculino, y los Cincinnati Bearcats en baloncesto masculino.
El autódromo de Mid-Ohio ha albergado carreras de CART, IndyCar Series, NASCAR Nationwide Series, Can-Am, Fórmula 5000 Estadounidense, Campeonato IMSA GT, American Le Mans Series y Rolex Sports Car Series. Entre 1982 y 2007 se celebró Gran Premio de Cleveland de la CART en el aeropuerto de la ciudad. Algunos de los pilotos más destacados de Ohio han sido Ted Horn, Bobby Rahal, Sam Hornish Jr. y Tim Richmond.
El WGC-Bridgestone Invitational y Memorial Tournament son torneos de golf del PGA Tour que se juegan en Ohio. Por su parte, los campos de golf de Inverness y Firestone han sido sede de varias ediciones del Abierto de los Estados Unidos y el Campeonato de la PGA.
El Masters de Cincinnati es un torneo de tenis del ATP World Tour Masters 1000 y el WTA Premier 5.

### Símbolos del estado
Los símbolos del estado de Ohio son:
- Árbol: Ohio Buckeye (Aesculus glabra, Falso castaño de Ohio)
- Bebida: Zumo de tomate
- Apodos:
  - Buckeye State
  - Mother of Modern Presidents (no oficial)
- Flor: Dianthus caryophyllus
- Fósil: Trilobites
- Fruta: Manzana
- Insecto: Mariquita
- Lema: With God all things are possible (Con Dios todo es posible)
  - The heart of it all (El corazón de todo), exhibido en las matrículas del estado entre 1991 y 2001. (no oficial)
  - So much to discover (Tanto por descubrir), adoptado como parte del bicentenario del estado. (no oficial)
- Mamífero: Odocoileus virginianus
- Canción: Beautiful Ohio (Bello Ohio), "Ohio is for lovers" (Ohio es para amantes [NO OFICIAL])
- Pájaro: cardenal rojo
- Piedra preciosa: Sílex de Ohio
- Reptil: Coluber constrictor.